# NHL Entry Draft 1999
Der NHL Entry Draft 1999 fand am 26. Juni 1999 im FleetCenter in Boston im US-Bundesstaat Massachusetts statt. Bei der 37. Auflage des NHL Entry Draft wählten die Teams der National Hockey League (NHL) in neun Runden insgesamt 272 Spieler aus. Als First Overall Draft Pick wurde der tschechische Center Patrik Štefan von den Atlanta Thrashers ausgewählt. Auf den Positionen zwei und drei folgten die schwedischen Zwillingsbrüder Daniel und Henrik Sedin für die Vancouver Canucks. Erstmals in der Geschichte des Drafts befand sich damit kein Kanadier unter den ersten drei Gewählten, was sich in der Folge erst im Jahre 2018 wiederholte.
Patrik Štefan sollte zu einem der enttäuschendsten Gesamtersten in der Geschichte des NHL Entry Draft werden, während auch der Jahrgang insgesamt als einer der schwächsten der Ligageschichte gilt. Zu den namhaften Spielern des stärker europäisch geprägten Drafts 1999 gehören neben den Sedin-Zwillingen, die als einzige die Marke von 1000 Scorerpunkten erreichten, unter anderem Barret Jackman, Martin Havlát, Mike Comrie, Ryan Miller, Martin Erat, Henrik Zetterberg und Radim Vrbata. In die Hockey Hall of Fame wurden nur die Sedin-Zwillinge aufgenommen. Ferner befanden sich unter den 272 Picks 20 zusätzliche Wahlrechte, die gemäß dem Collective Bargaining Agreement jene Teams erhielten, die bestimmte Spieler über die Free Agency im Sommer 1998 verloren hatten oder die sich mit früheren Erstrunden-Draftpicks nicht auf einen Vertrag haben einigen können.

## Draft-Reihenfolge

### Lotterie
| Nr. | Team                | Chance |
| 1.  | Tampa Bay Lightning | 26,0 % |
| 2.  | Atlanta Thrashers   | 16,9 % |
| 2.  | Vancouver Canucks   | 16,9 % |
| 4.  | New York Islanders  | 10,8 % |
| 5.  | Nashville Predators | 8,3 %  |
| 6.  | Washington Capitals | 6,4 %  |

| Nr. | Team                  | Chance |
| 7.  | Los Angeles Kings     | 4,8 %  |
| 8.  | Chicago Blackhawks    | 3,7 %  |
| 9.  | Calgary Flames        | 2,7 %  |
| 10. | Canadiens de Montréal | 1,9 %  |
| 11. | New York Rangers      | 1,1 %  |
| 12. | Florida Panthers      | 0,5 %  |

Die Modalitäten der 1995 eingeführten Draft-Lotterie mussten abermals verändert werden, da die Atlanta Thrashers neu in die Liga aufgenommen wurden. Die Thrashers erhielten mit 16,9 % die gleiche Chance wie das zweitschlechteste Team der abgelaufenen Saison 1998/99 und wählten in allen weiteren Runden an zweiter Position. Die Wahrscheinlichkeiten aller anderen Mannschaften, die die Playoffs verpasst hatten, wurden demzufolge leicht reduziert. Die Lotterie gewannen in der Folge die Chicago Blackhawks, die somit um vier Positionen von Rang acht auf vier aufstiegen. Ihr Wahlrecht behielten sie allerdings nicht, da die Vancouver Canucks eine Reihe von Tauschgeschäften abwickelten, um sich die Rechte an beiden Sedin-Zwillingen zu sichern. Die sonstige Draft-Reihenfolge entsprach der umgedrehten Abschlusstabelle der abgelaufenen Saison, unbeeinflusst vom Erfolg in den Playoffs.

### Transfer von Erstrunden-Wahlrechten
| Pick  | Datum           | Von                          | Zu                         | Modalitäten |
| ----- | --------------- | ---------------------------- | -------------------------- | --- |
| 1/2/4 | 25. Juni 1999   | Chicago Blackhawks           | Vancouver Canucks          | Die Blackhawks sandten ihr Erstrunden-Wahlrecht (4. Position) nach Vancouver und erhielten dafür Bryan McCabe sowie ein Erstrunden-Wahlrecht in den Drafts 2000 oder 2001. Die Wahl zwischen Letzteren fiel später auf den Draft 2000.                                                                                               |
| 1/2/4 | 26. Juni 1999   | Tampa Bay Lightning (Tausch) | Vancouver Canucks (Tausch) | Die Lightning sandten ihr Erstrunden-Wahlrecht (1. Position) nach Vancouver und erhielten dafür das Erstrunden-Wahlrecht der Blackhawks (4. Position) sowie zwei Drittrunden-Wahlrechte für diesen Draft. |
| 1/2/4 | 26. Juni 1999   | Vancouver Canucks (Tausch)   | Atlanta Thrashers (Tausch) | Die Canucks sandten das Erstrunden-Wahlrecht der Lightning (1. Position) sowie ein konditionales Drittrunden-Wahlrecht im NHL Entry Draft 2000 nach Atlanta und erhielten dafür das Erstrunden-Wahlrecht der Thrashers (2. Position) sowie die Zusage, dass Atlanta mit dem ersten Pick Štefan und keinen der Sedin-Zwillinge wählt. |
| 4     | 26. Juni 1999   | Tampa Bay Lightning          | New York Rangers           | Die Lightning sandten das Erstrunden-Wahlrecht der Blackhawks nach New York und erhielten dafür Dan Cloutier, Niklas Sundström sowie ein Erstrunden- und ein Drittrunden-Wahlrecht im NHL Entry Draft 2000. |
| 8     | 19. Juni 1999   | Los Angeles Kings            | New York Islanders         | Die Kings sandten Olli Jokinen, Josh Green, Mathieu Biron sowie ihr Erstrunden-Wahlrecht nach New York und erhielten dafür Žigmund Pálffy, Bryan Smolinski, Marcel Cousineau sowie ein Viertrunden-Wahlrecht für diesen Draft. |
| 9/11  | 26. Juni 1999   | Calgary Flames (Tausch)      | New York Rangers (Tausch)  | Die Flames sandten die Rechte an Jan Hlaváč, ihr Erstrunden-Wahlrecht (9. Position) sowie ein Drittrunden-Wahlrecht für diesen Draft nach New York und erhielten dafür Marc Savard sowie das Erstrunden-Wahlrecht der Rangers (11. Position).                                                                                        |
| 10    | 29. Mai 1999    | Canadiens de Montréal        | New York Islanders         | Die Canadiens sandten ihr Erstrunden-Wahlrecht nach New York und erhielten dafür Trevor Linden. |
| 15    | 26. Juni 1999   | Mighty Ducks of Anaheim      | Phoenix Coyotes            | Die Mighty Ducks sandten Travis Green sowie ihr Erstrunden-Wahlrecht nach Phoenix und erhielten dafür Oleg Twerdowski. |
| 22    | 20. August 1997 | Philadelphia Flyers          | Tampa Bay Lightning        | Die Flyers nahmen Chris Gratton mittels Offer Sheet als Restricted Free Agent von den Lightning unter Vertrag und mussten daher vier Erstrunden-Wahlrechte (1998–2001) als Kompensation abgeben. Diese vier Wahlrechte schickte Tampa jedoch direkt wieder nach Philadelphia und erhielt dafür Mikael Renberg und Karl Dykhuis.      |
| 23    | 23. März 1999   | Detroit Red Wings            | Chicago Blackhawks         | Die Red Wings sandten Anders Eriksson, ihr Erstrunden-Wahlrecht sowie ein Erstrunden-Wahlrecht im NHL Entry Draft 2001 nach Chicago und erhielten dafür Chris Chelios. |
| 28    | 26. Juni 1999   | Dallas Stars                 | New York Islanders         | Die Stars sandten ihr Erstrunden-Wahlrecht nach New York und erhielten dafür ein Zweit- und ein Drittrunden-Wahlrecht in diesem Draft. |

## Draft-Ergebnis

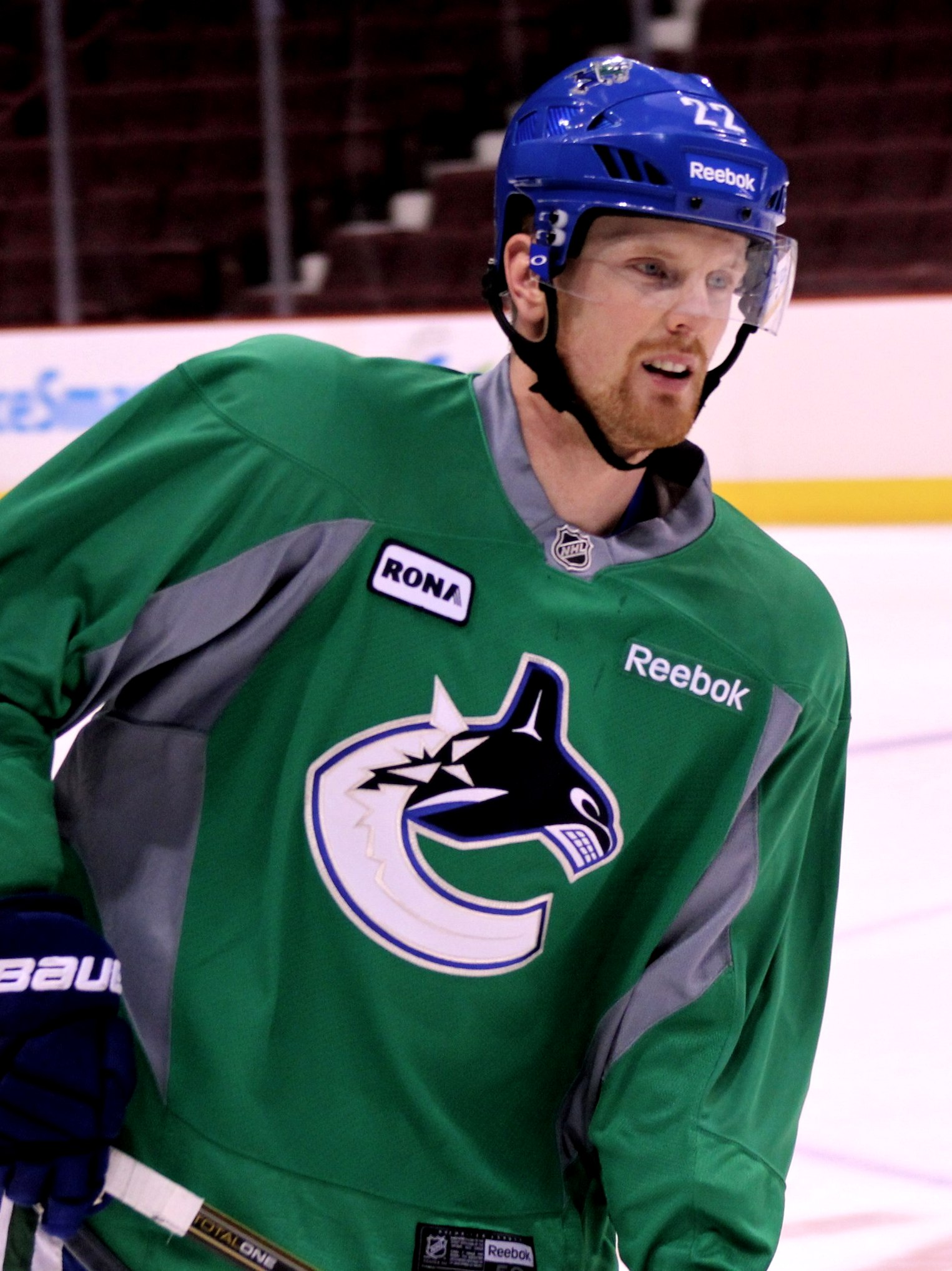
Daniel Sedin, gewählt an Position 2

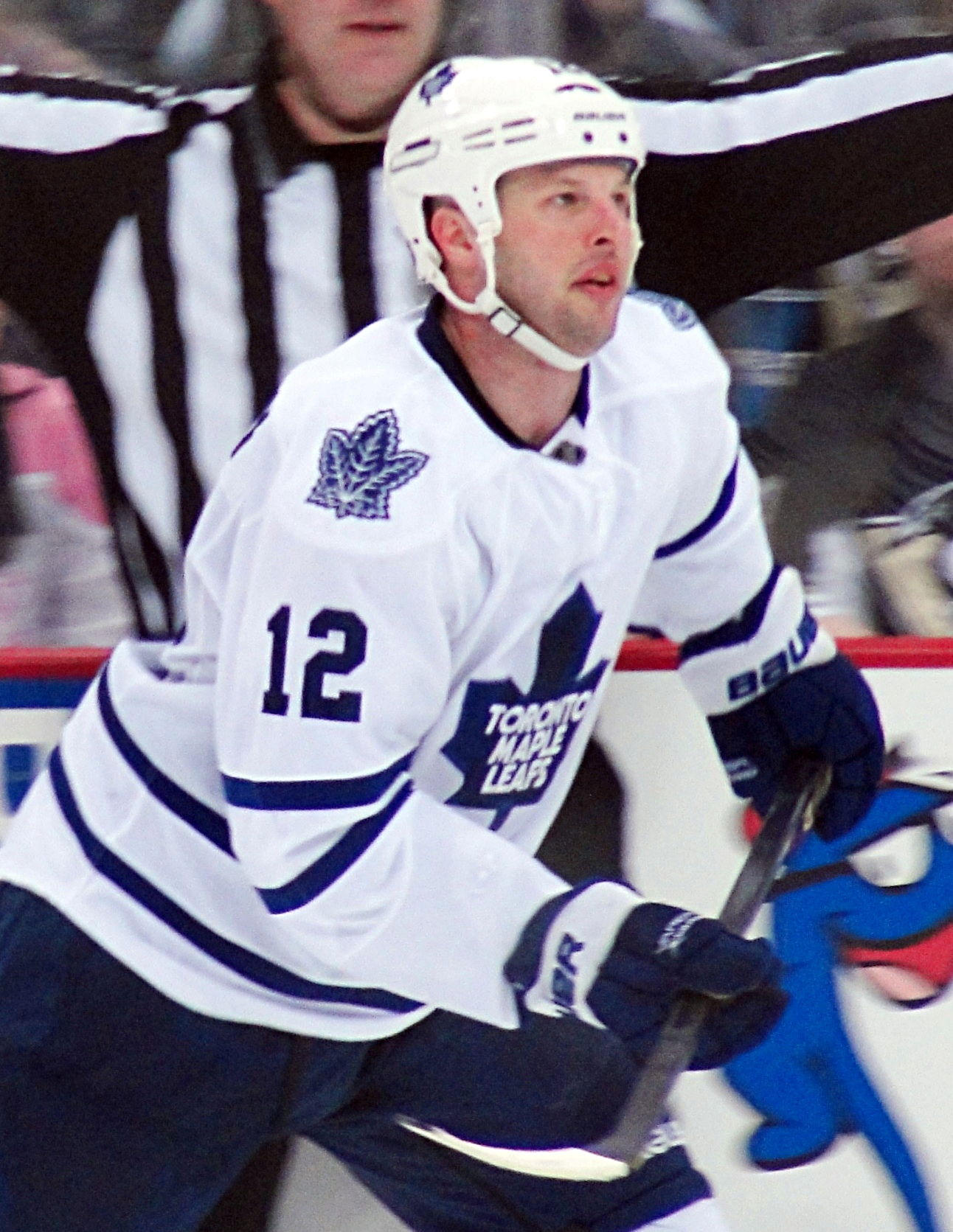
Tim Connolly, gewählt an Position 5

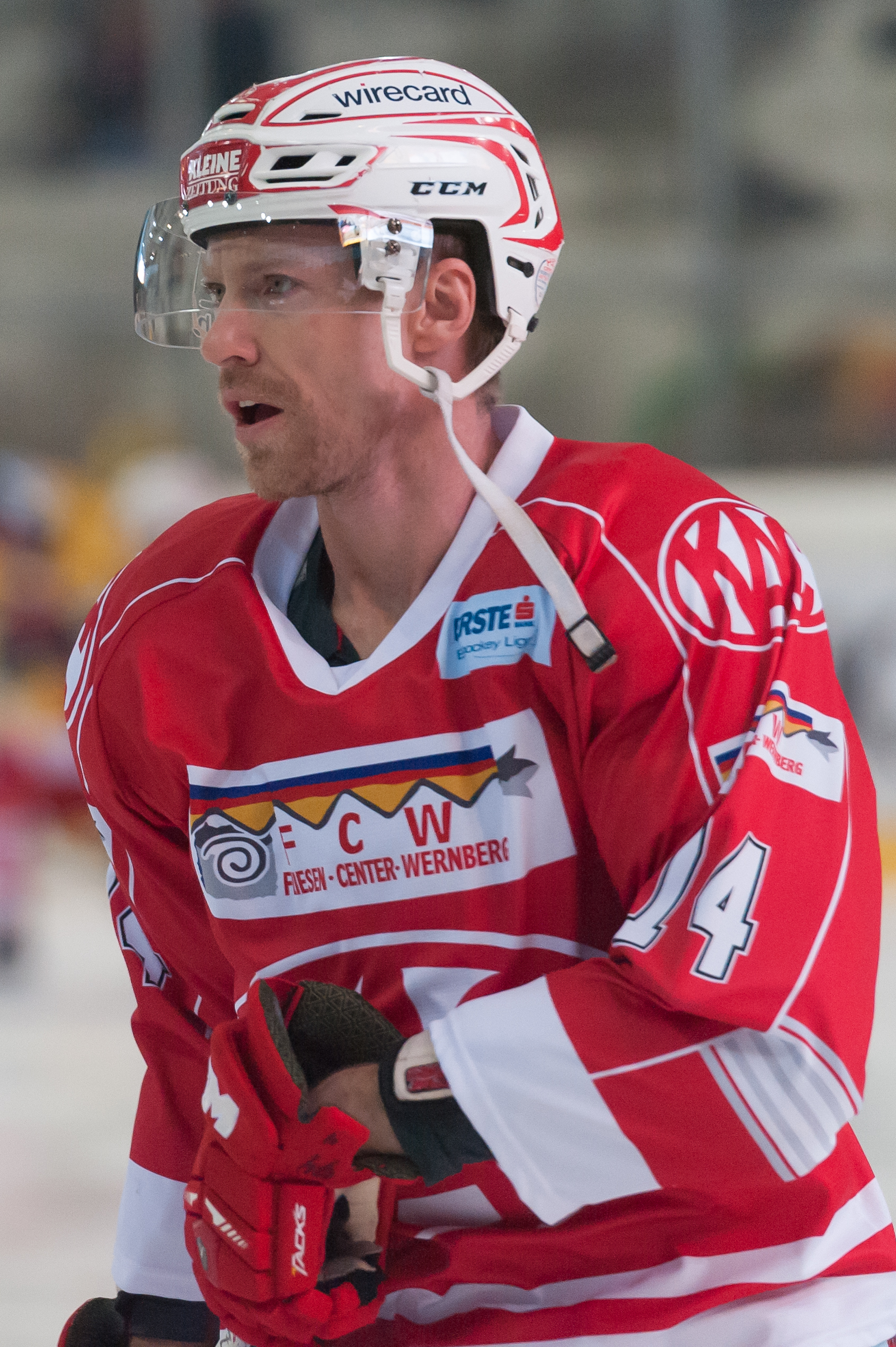
Jamie Lundmark, gewählt an Position 9

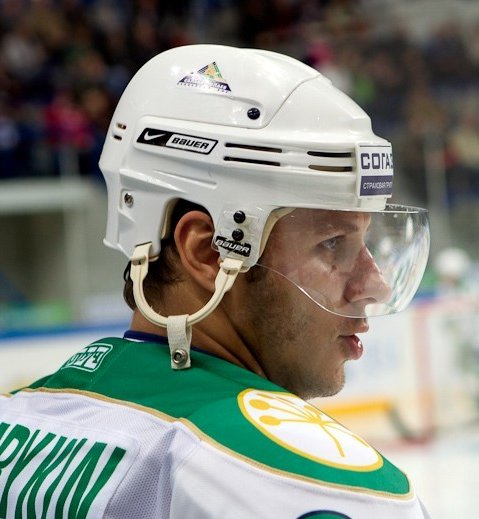
Oleg Saprykin, gewählt an Position 11

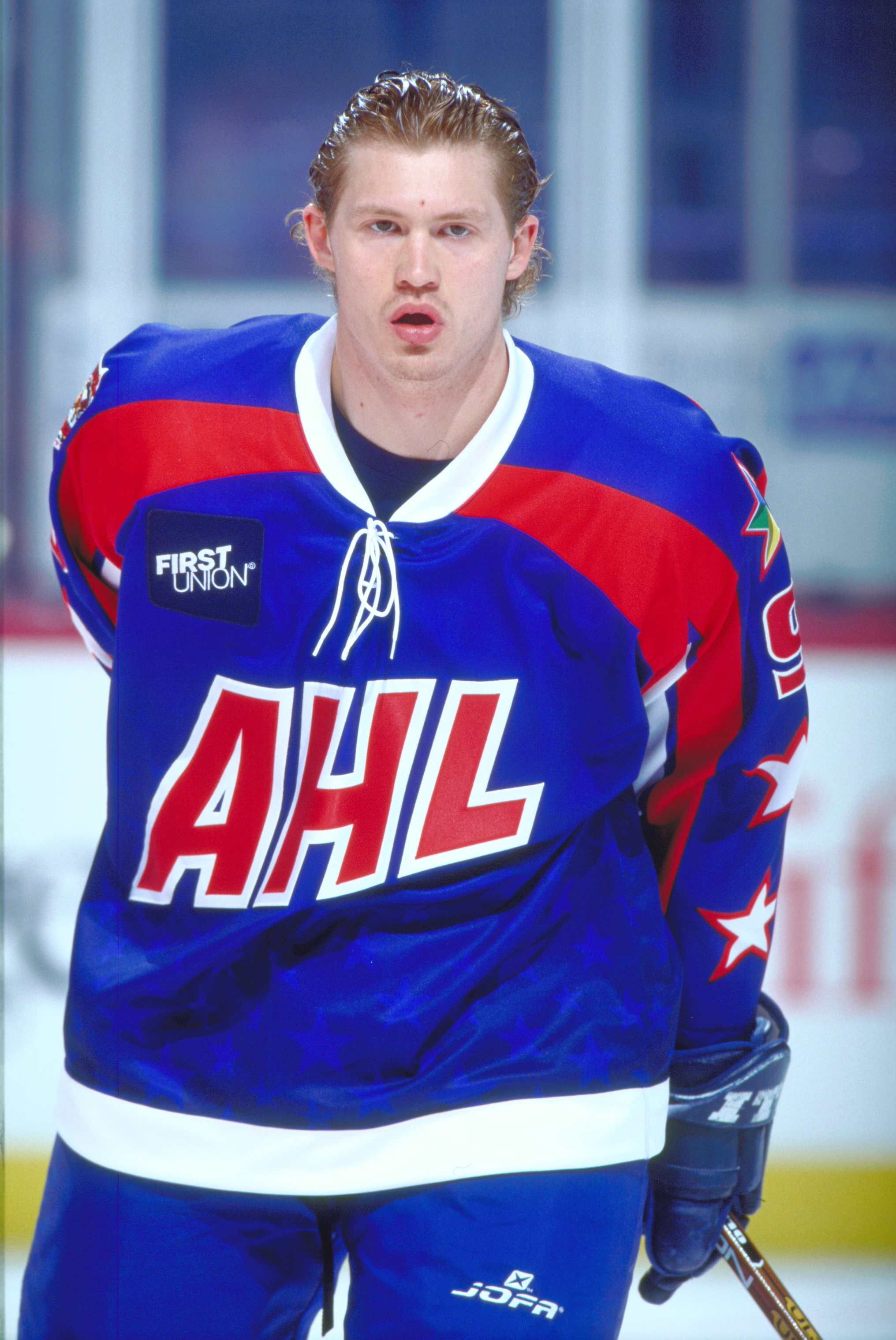
Denis Schwidki, gewählt an Position 12

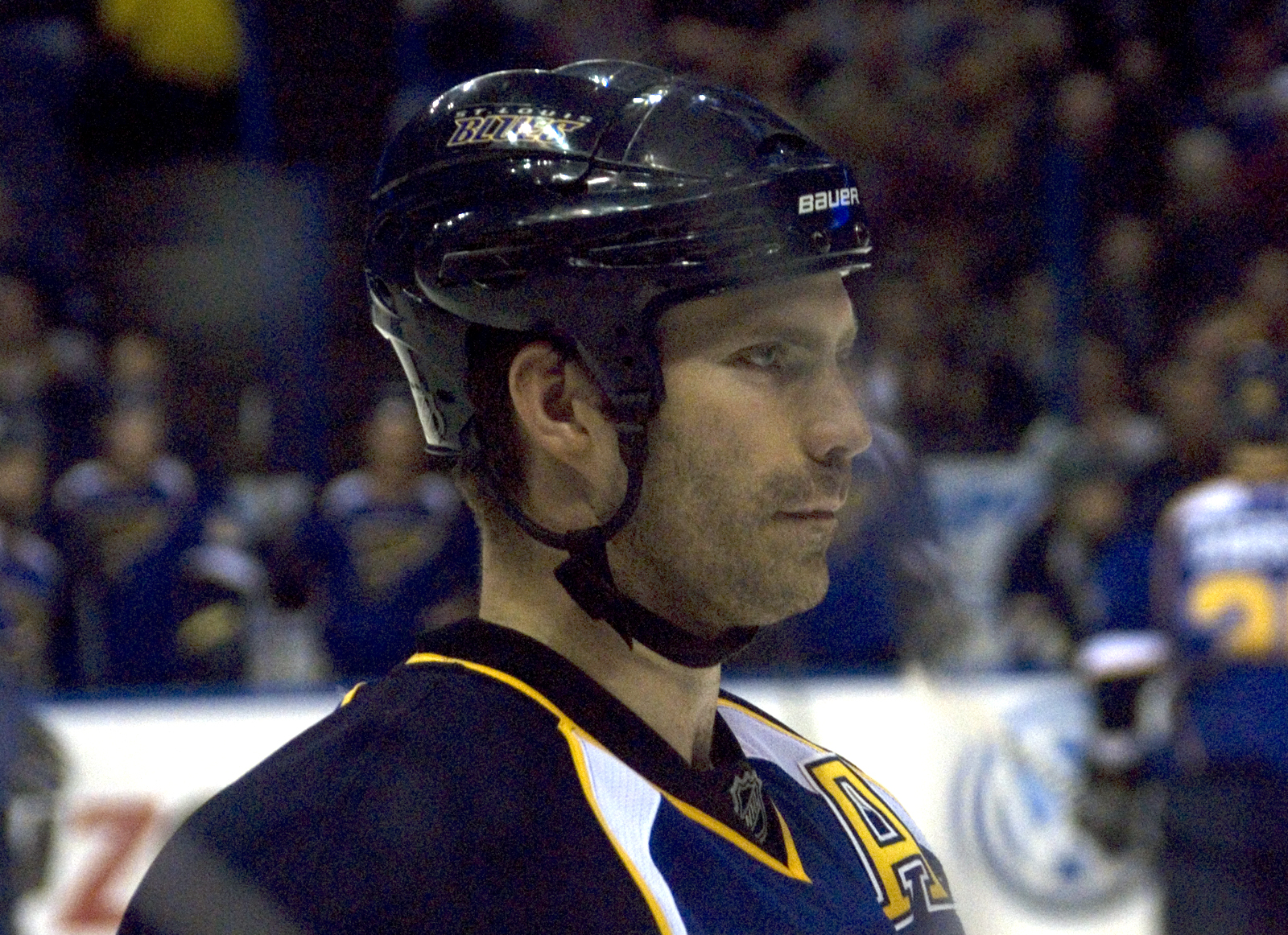
Barret Jackman, gewählt an Position 17

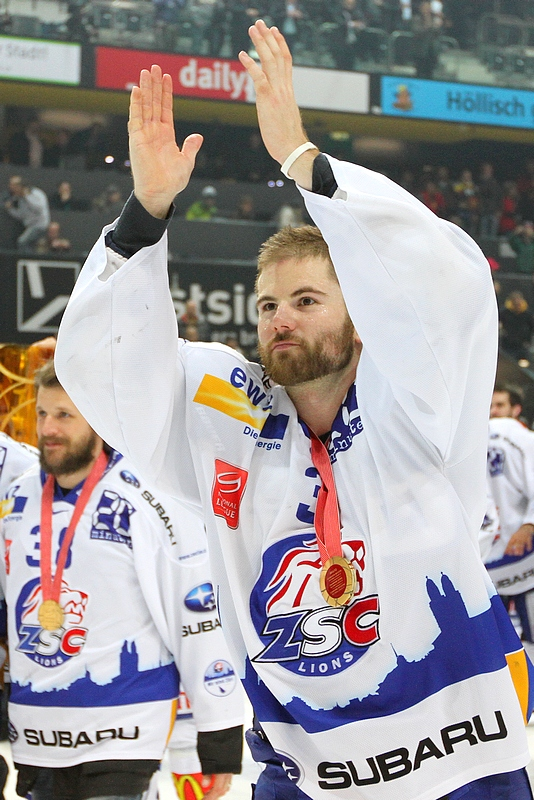
Steve McCarthy, gewählt an Position 23

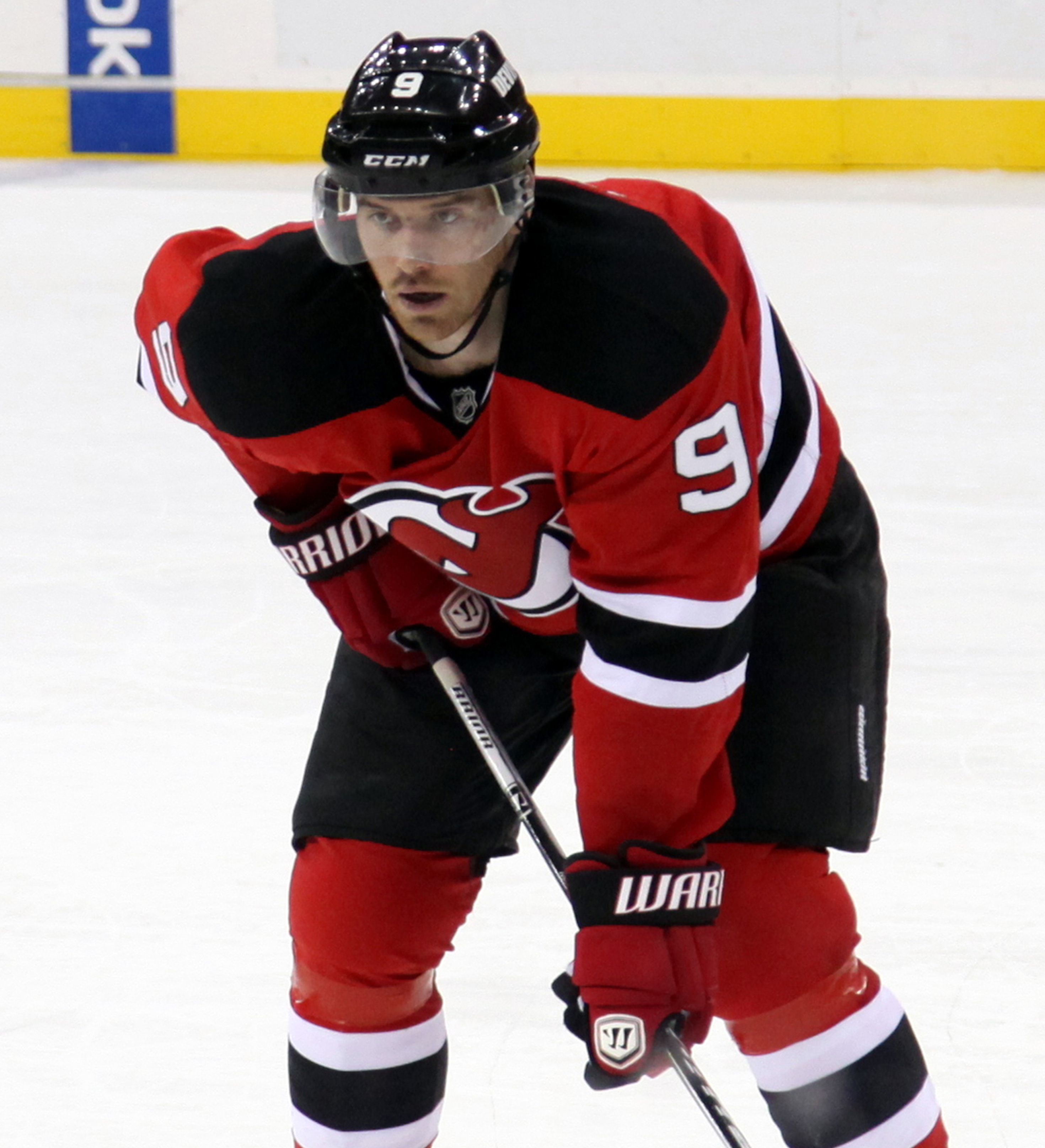
Martin Havlát, gewählt an Position 26

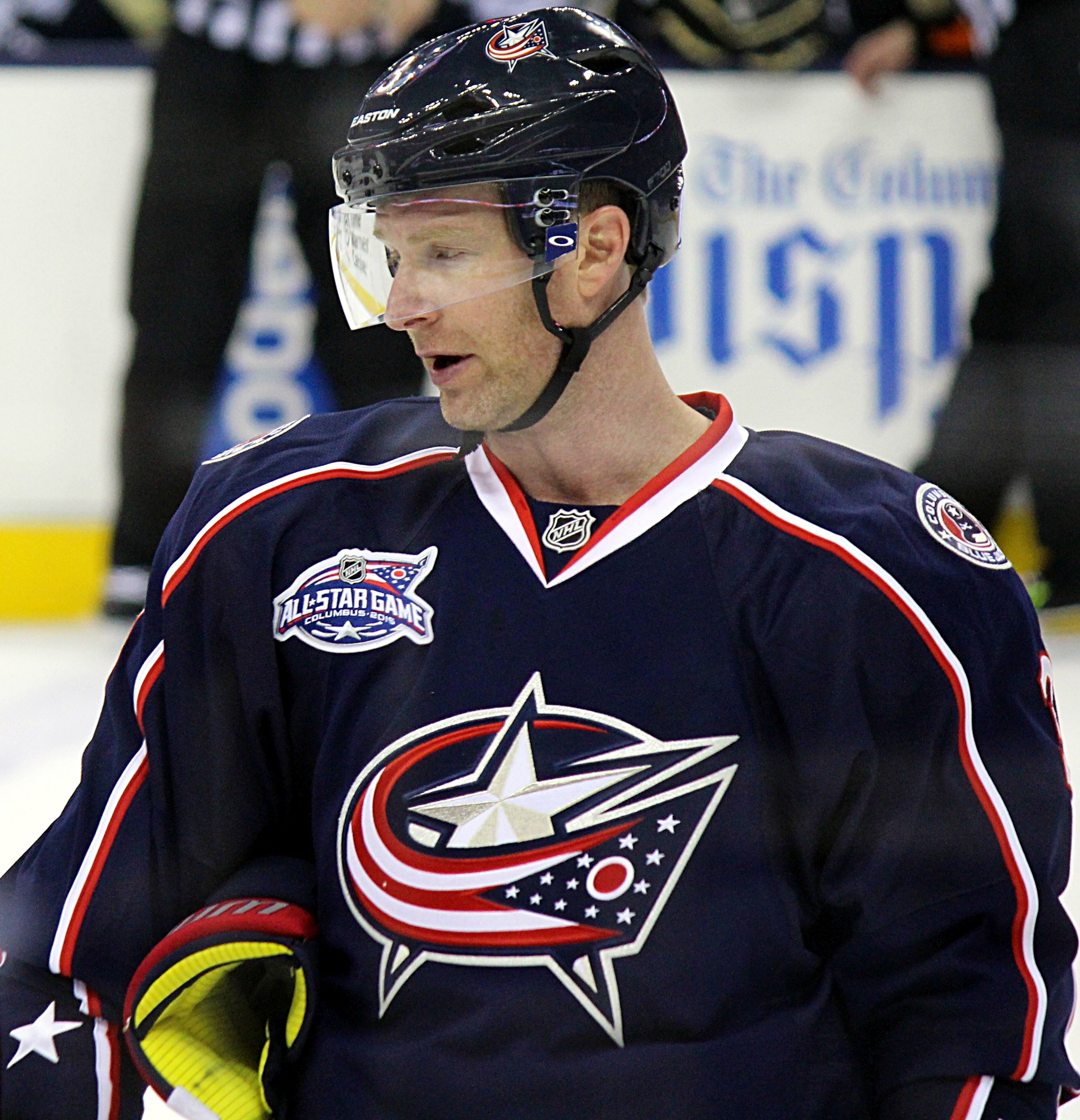
Jordan Leopold, gewählt an Position 44

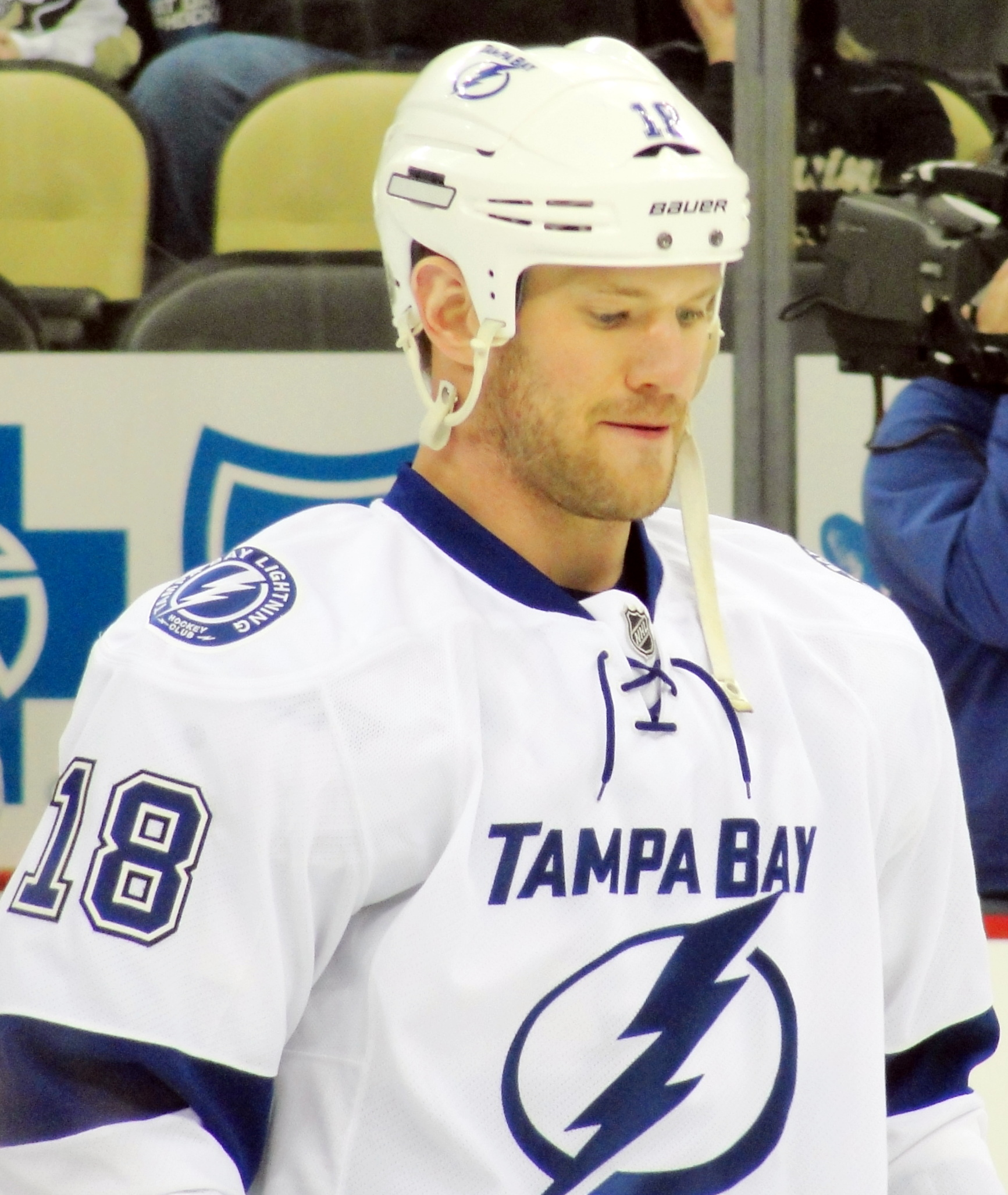
Adam Hall, gewählt an Position 52

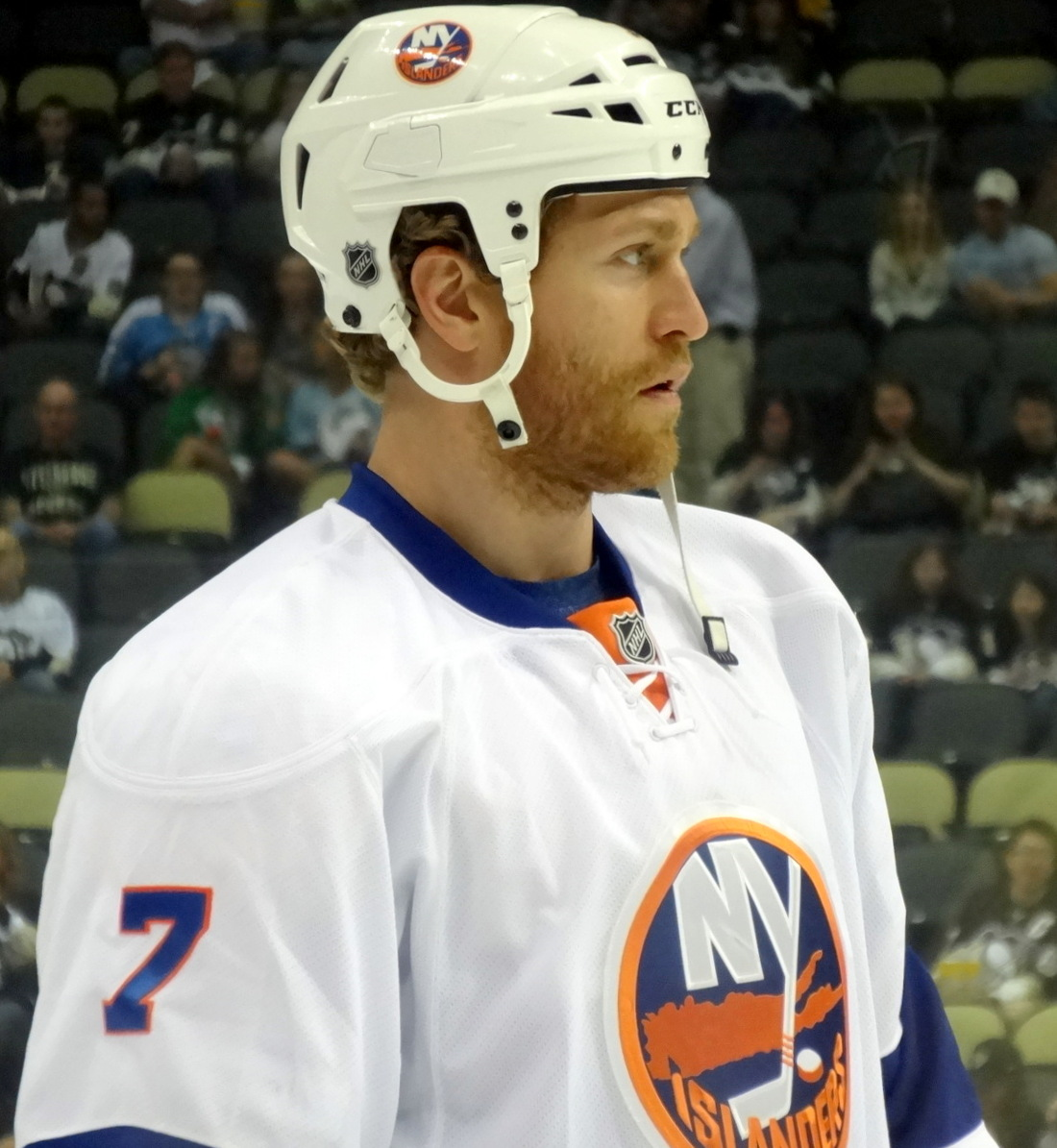
Matt Carkner, gewählt an Position 58

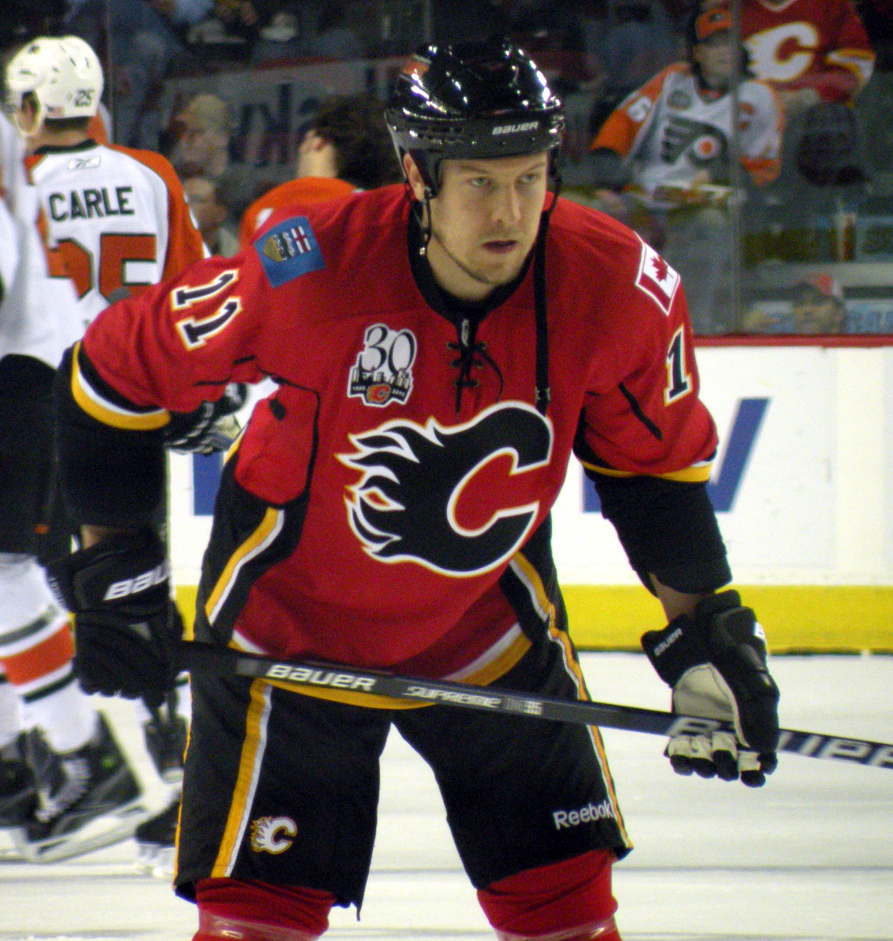
Niklas Hagman, gewählt an Position 70

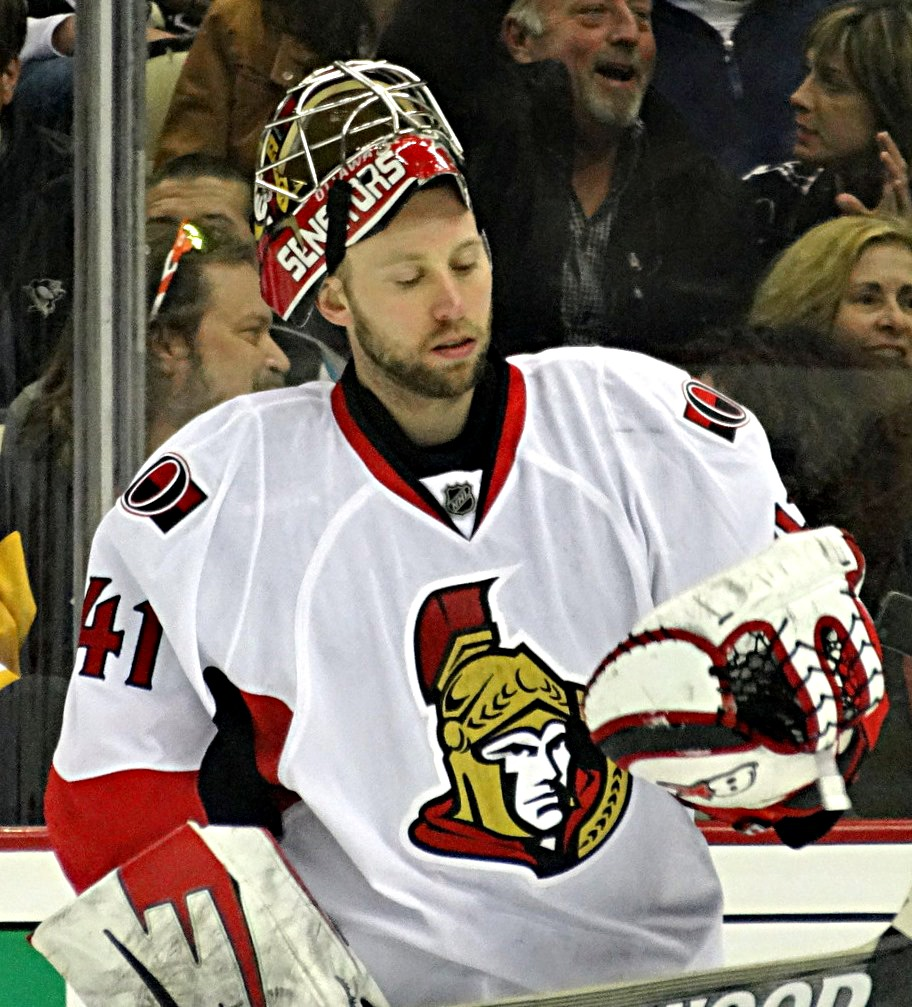
Craig Anderson, gewählt an Position 77

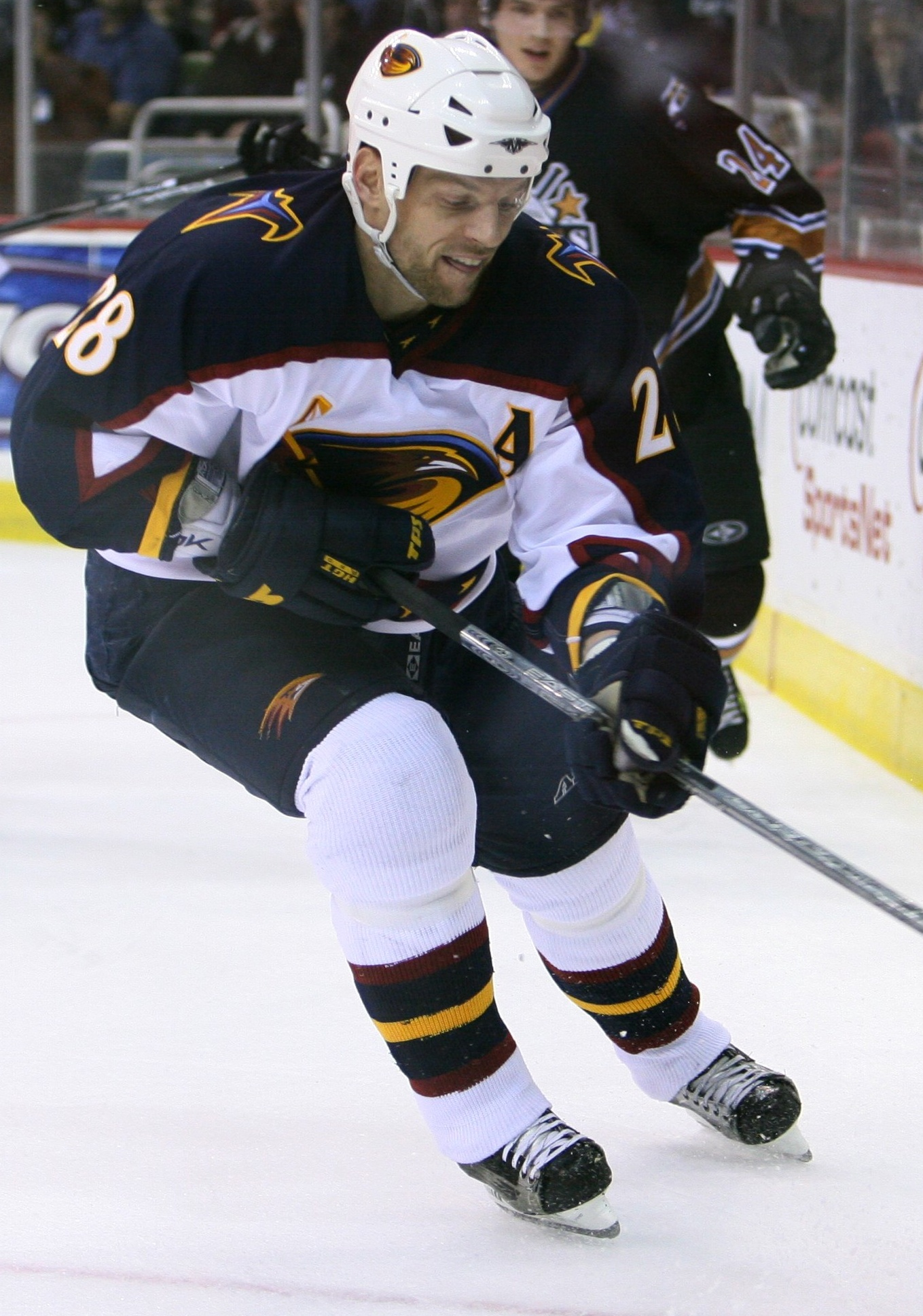
Niclas Hävelid, gewählt an Position 83

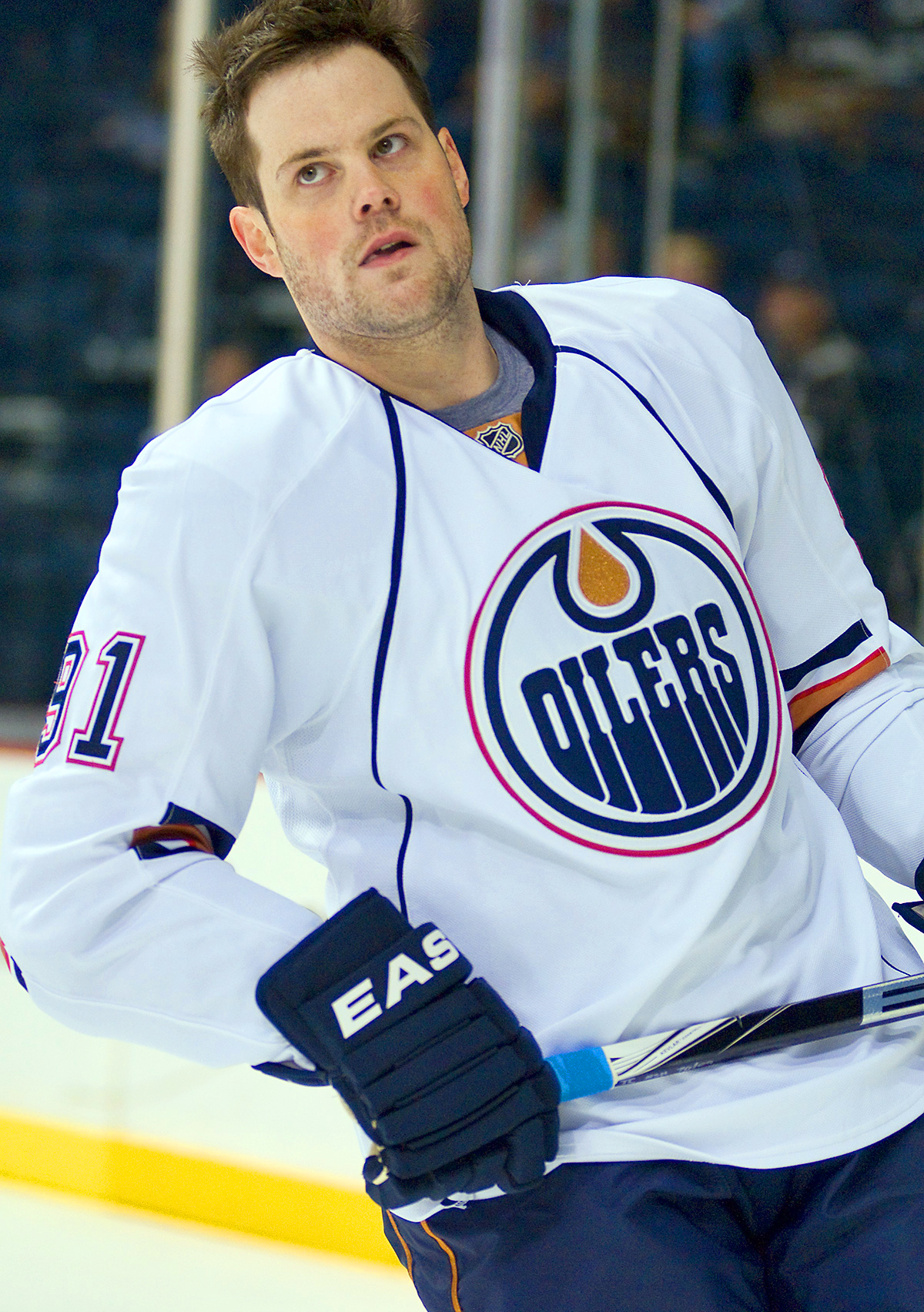
Mike Comrie, gewählt an Position 91

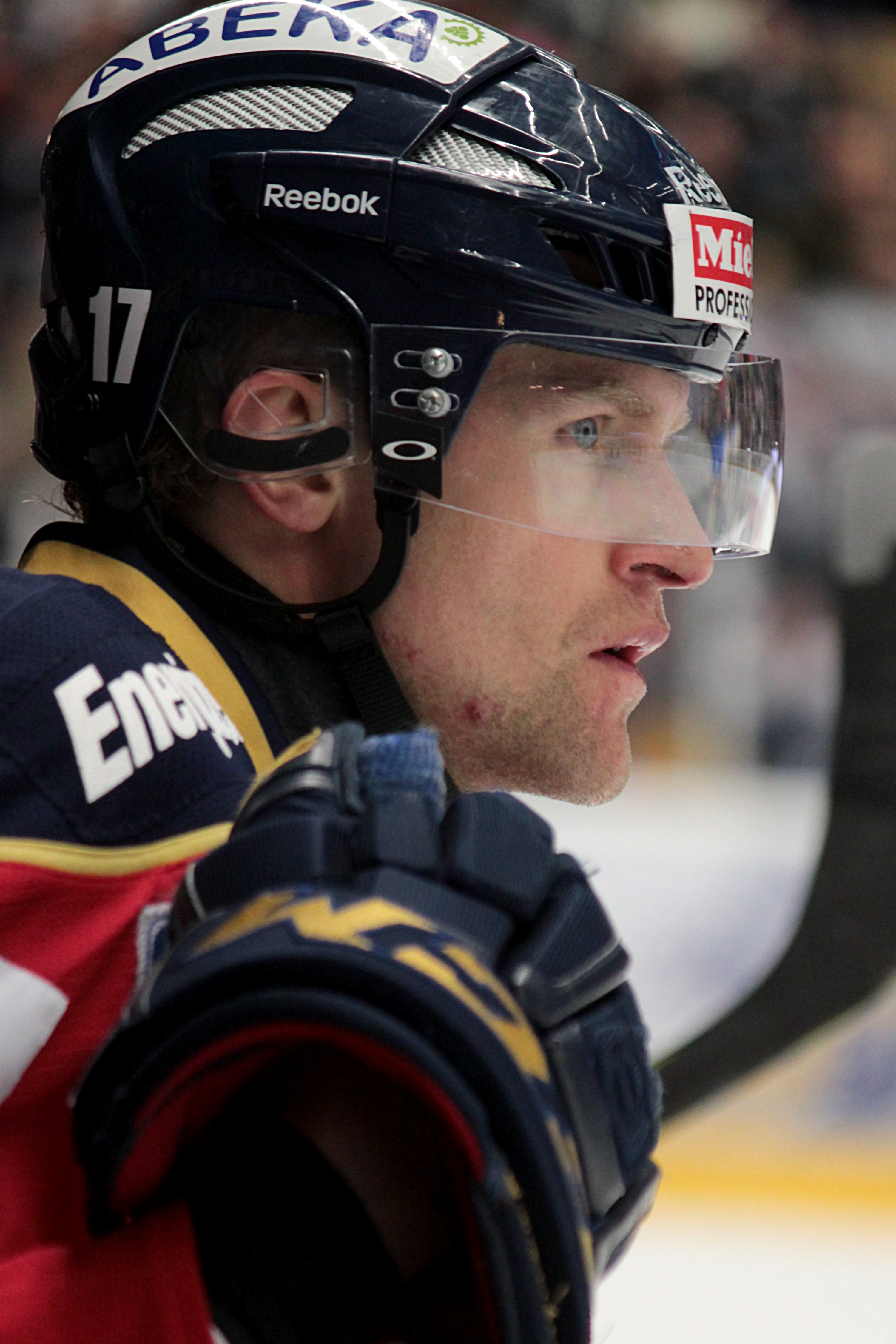
Mathias Tjärnqvist, gewählt an Position 96

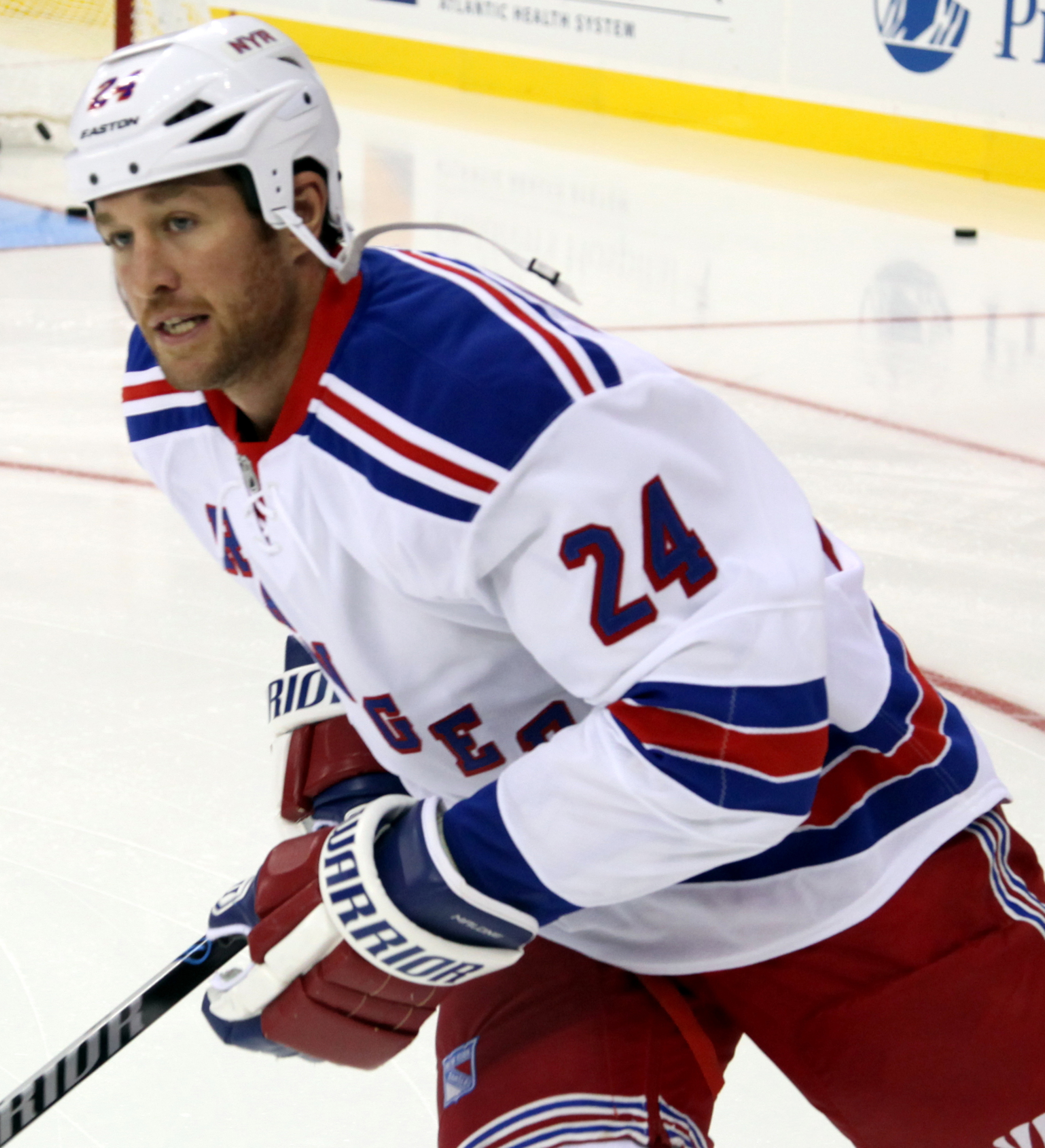
Ryan Malone, gewählt an Position 115

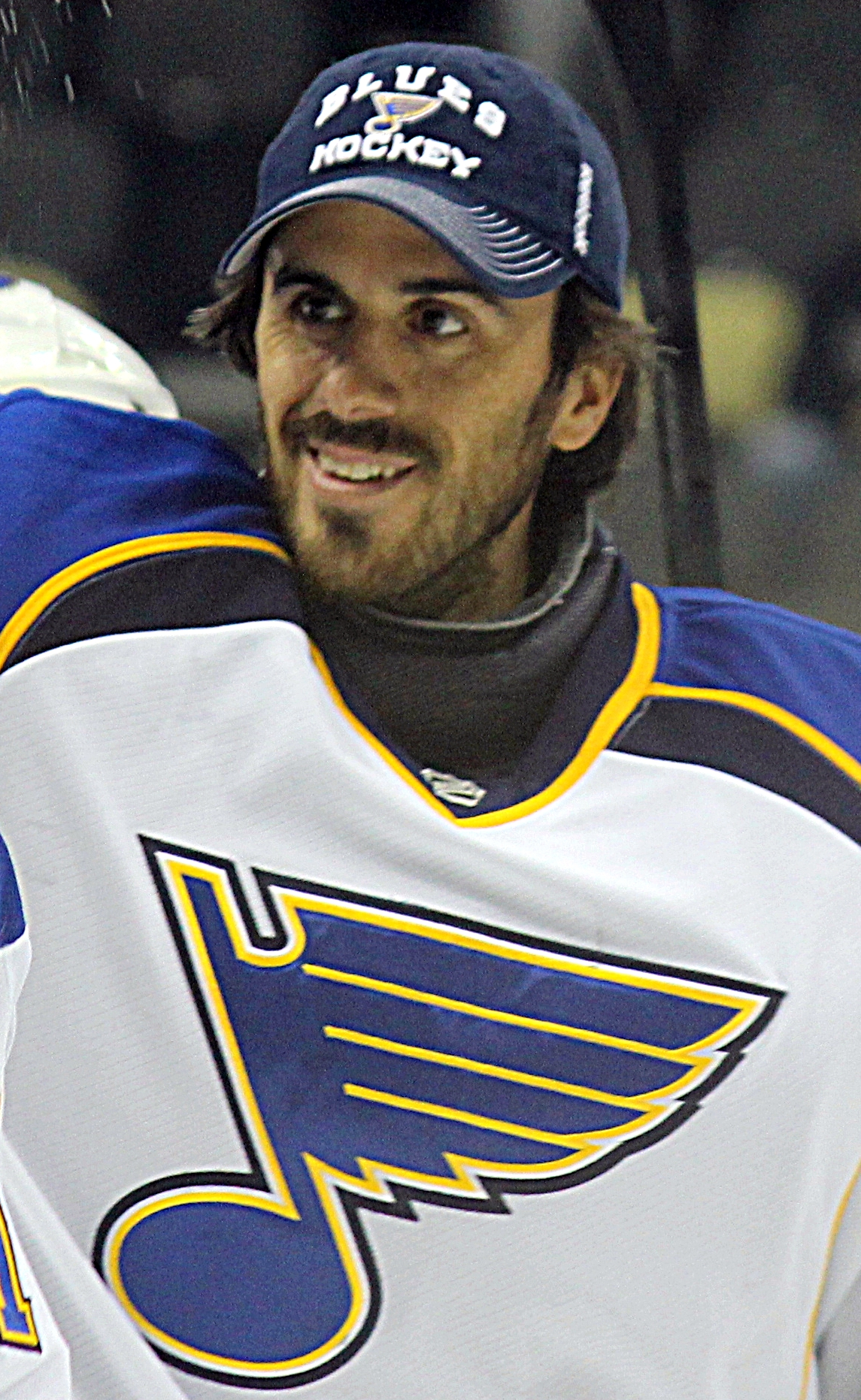
Ryan Miller, gewählt an Position 138

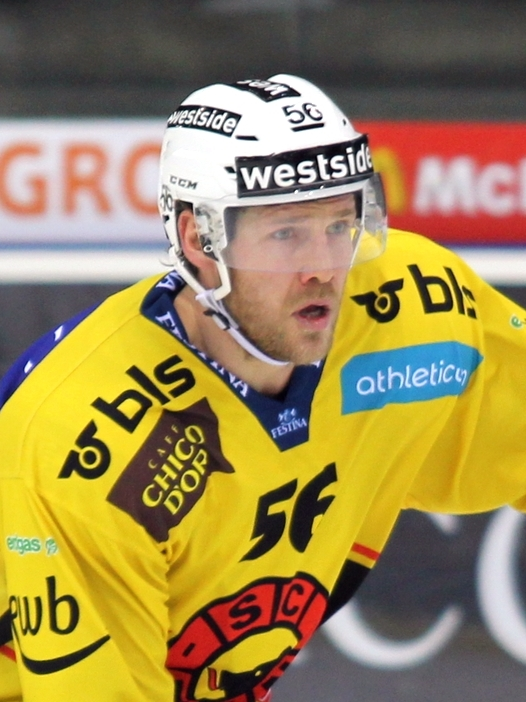
Timo Helbling, gewählt an Position 162

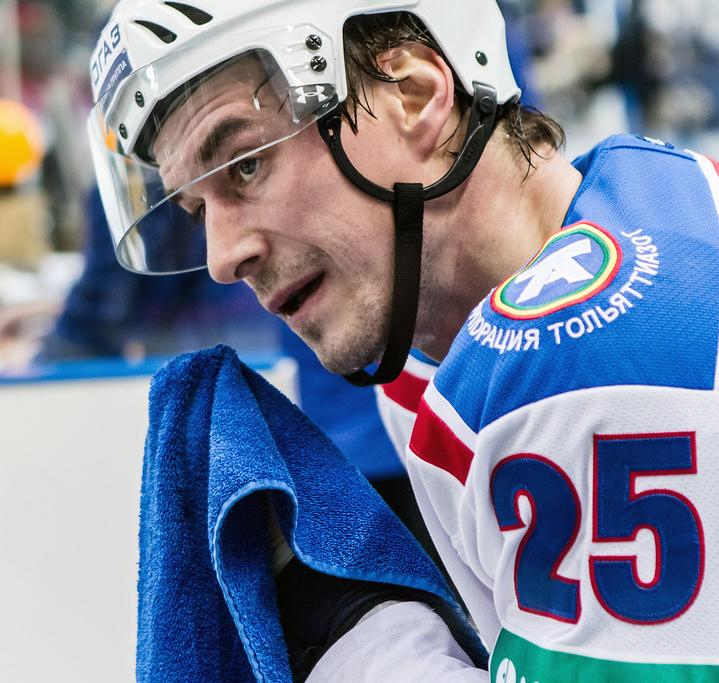
Fjodor Fjodorow, gewählt an Position 182

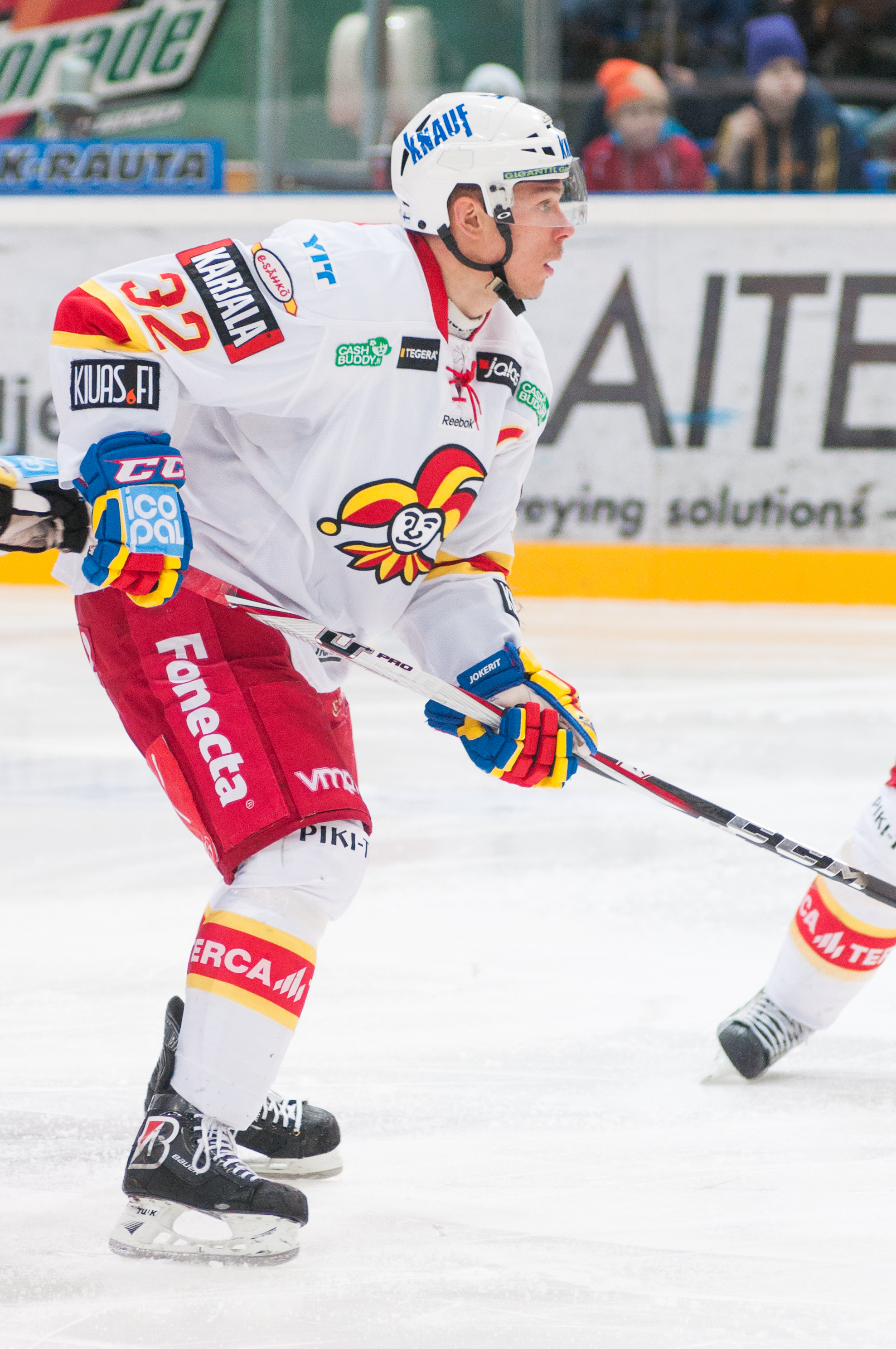
Riku Hahl, gewählt an Position 183

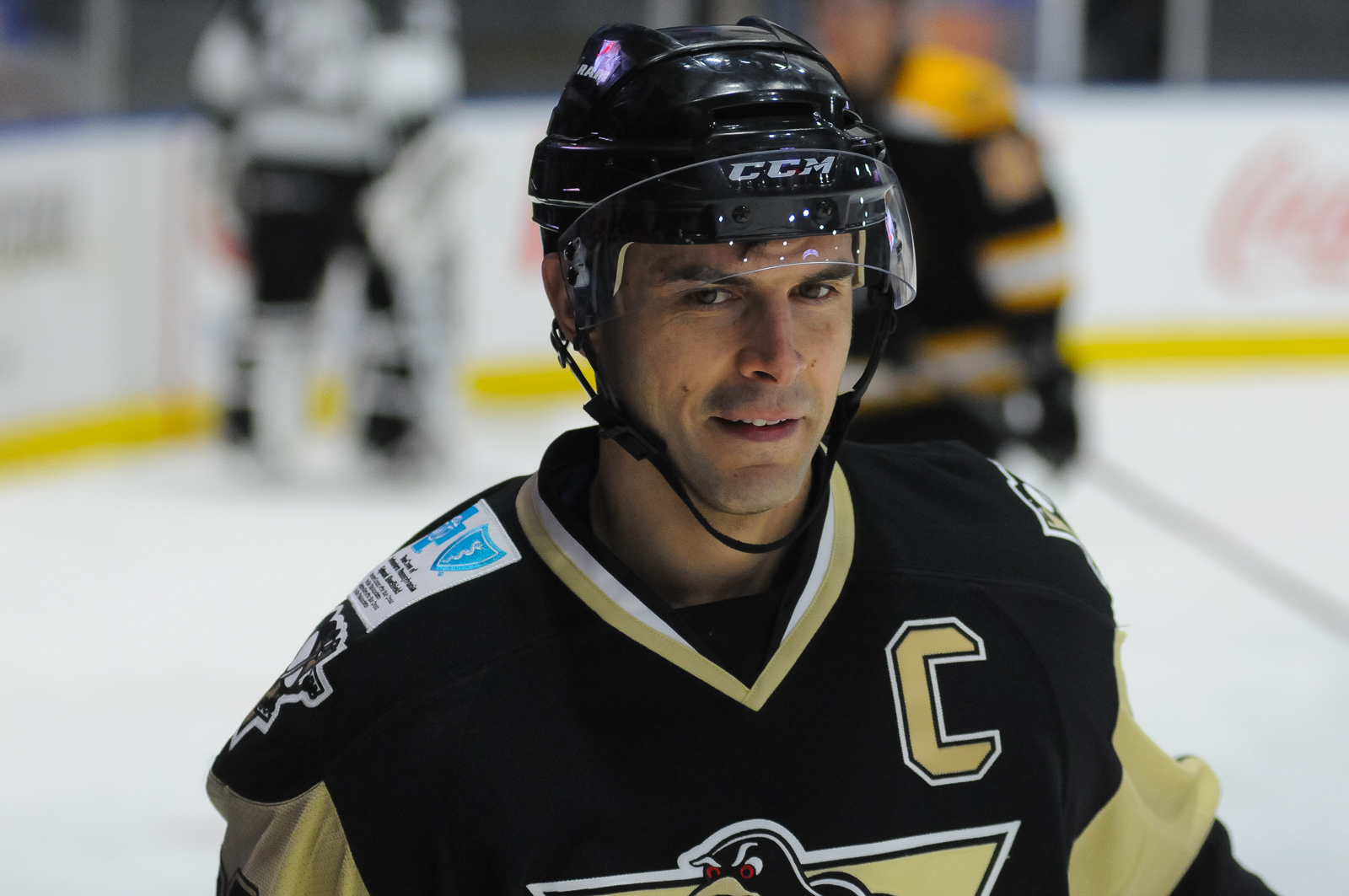
Tom Kostopoulos, gewählt an Position 204

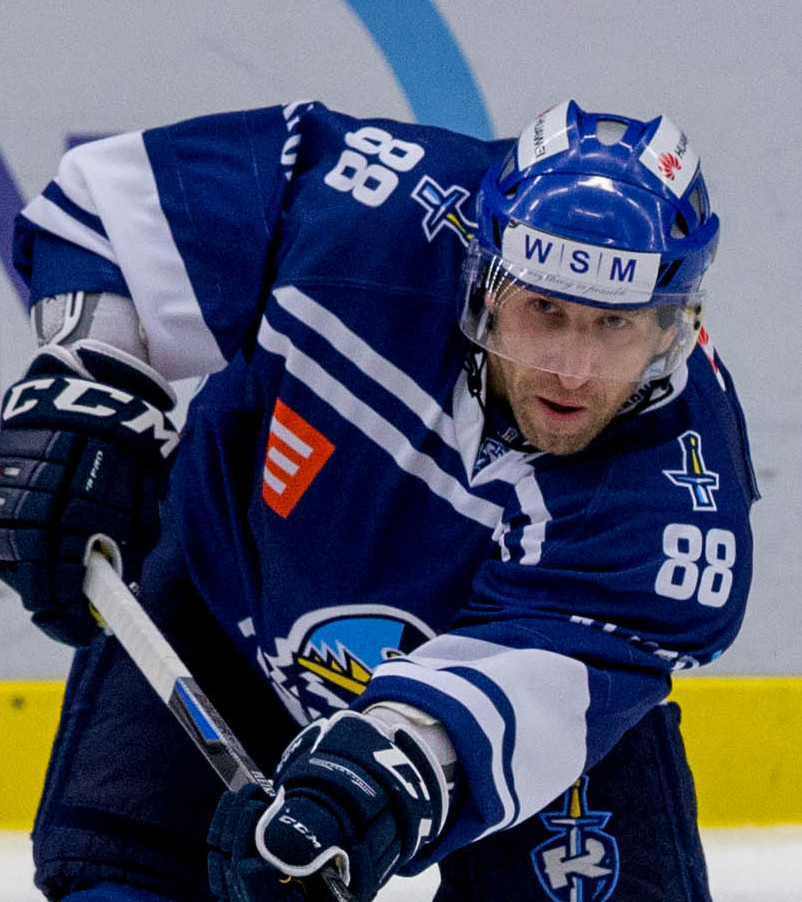
Václav Pletka, gewählt an Position 208

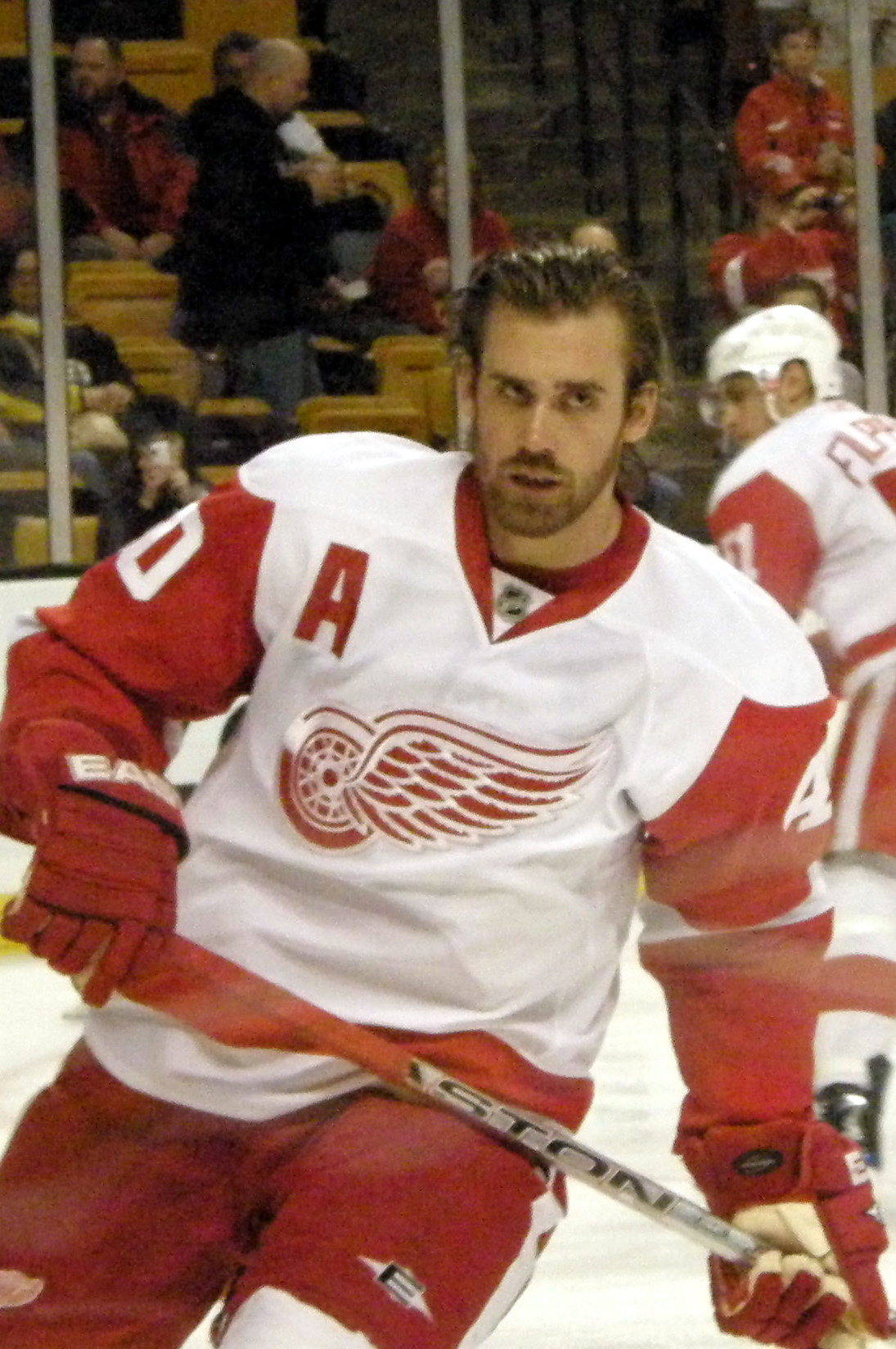
Henrik Zetterberg, gewählt an Position 210

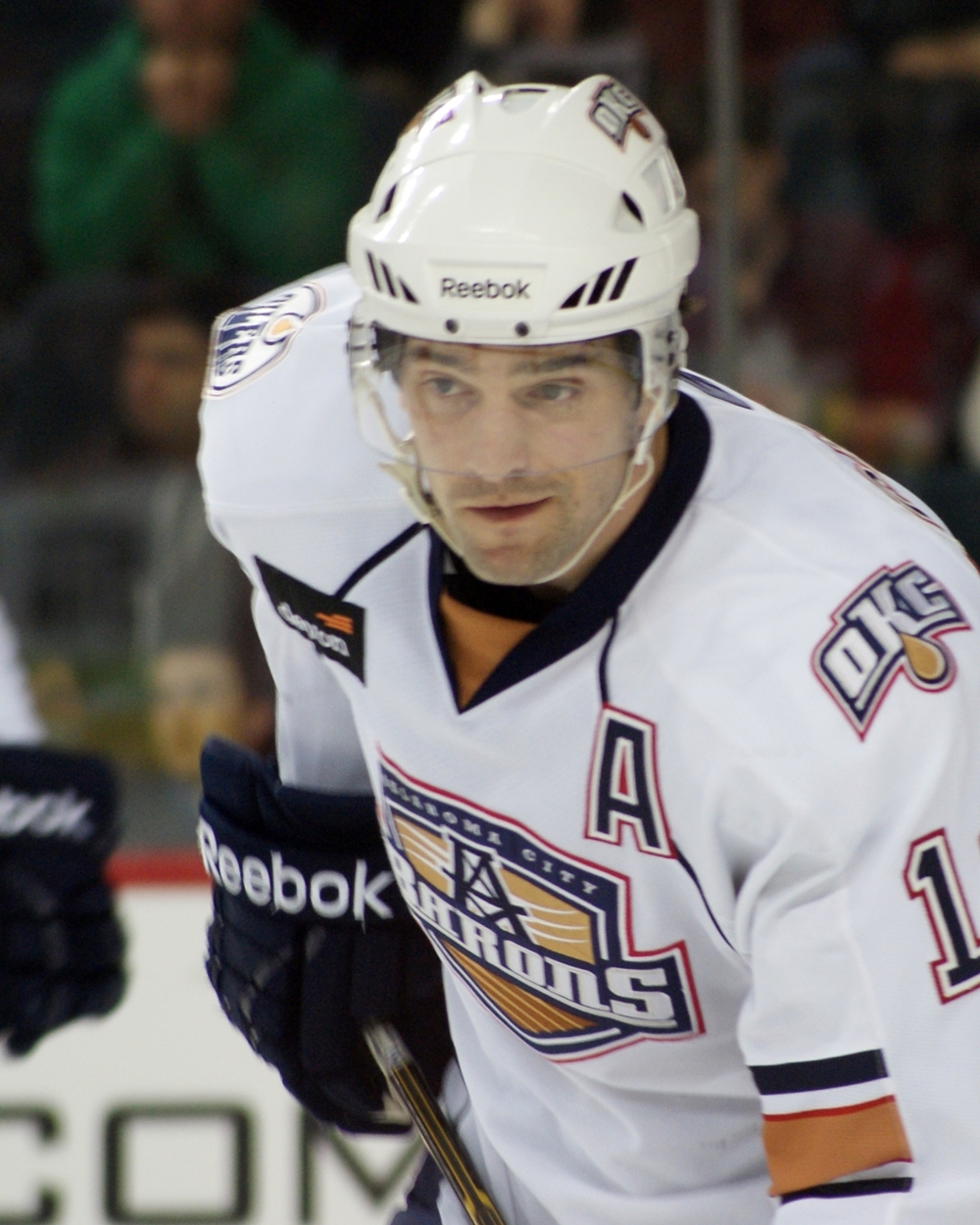
Alexandre Giroux, gewählt an Position 213

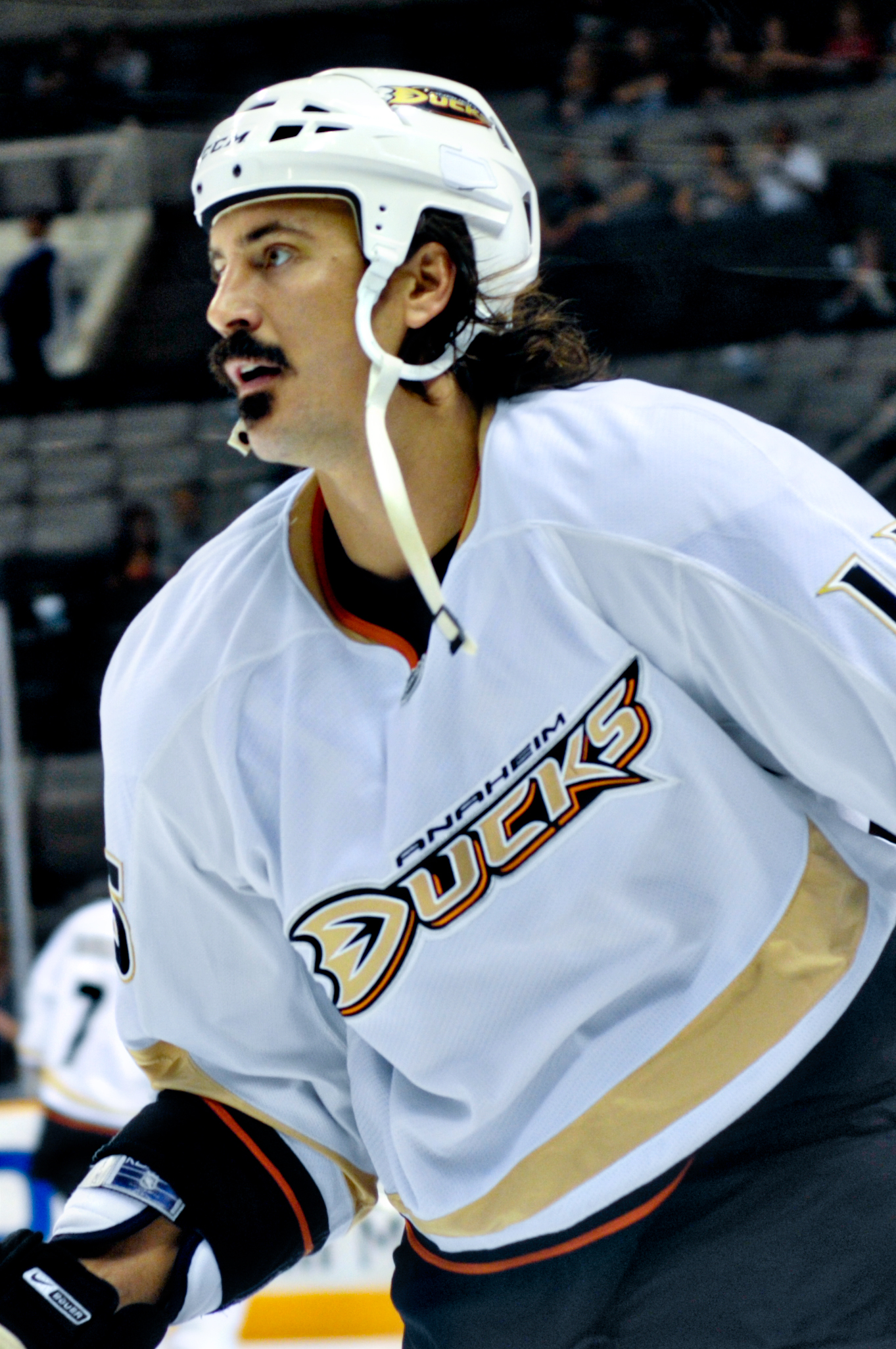
George Parros, gewählt an Position 222

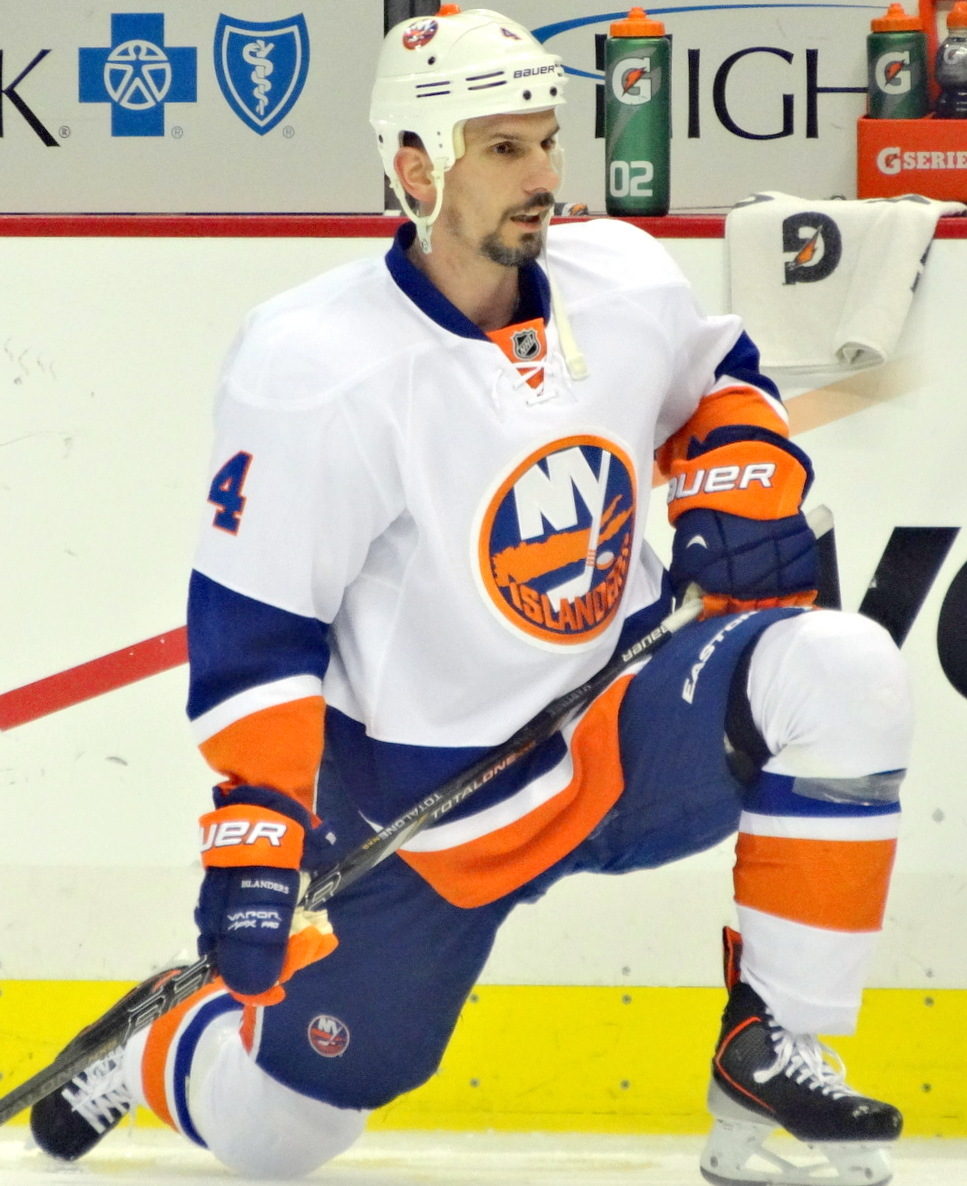
Radek Martínek, gewählt an Position 228

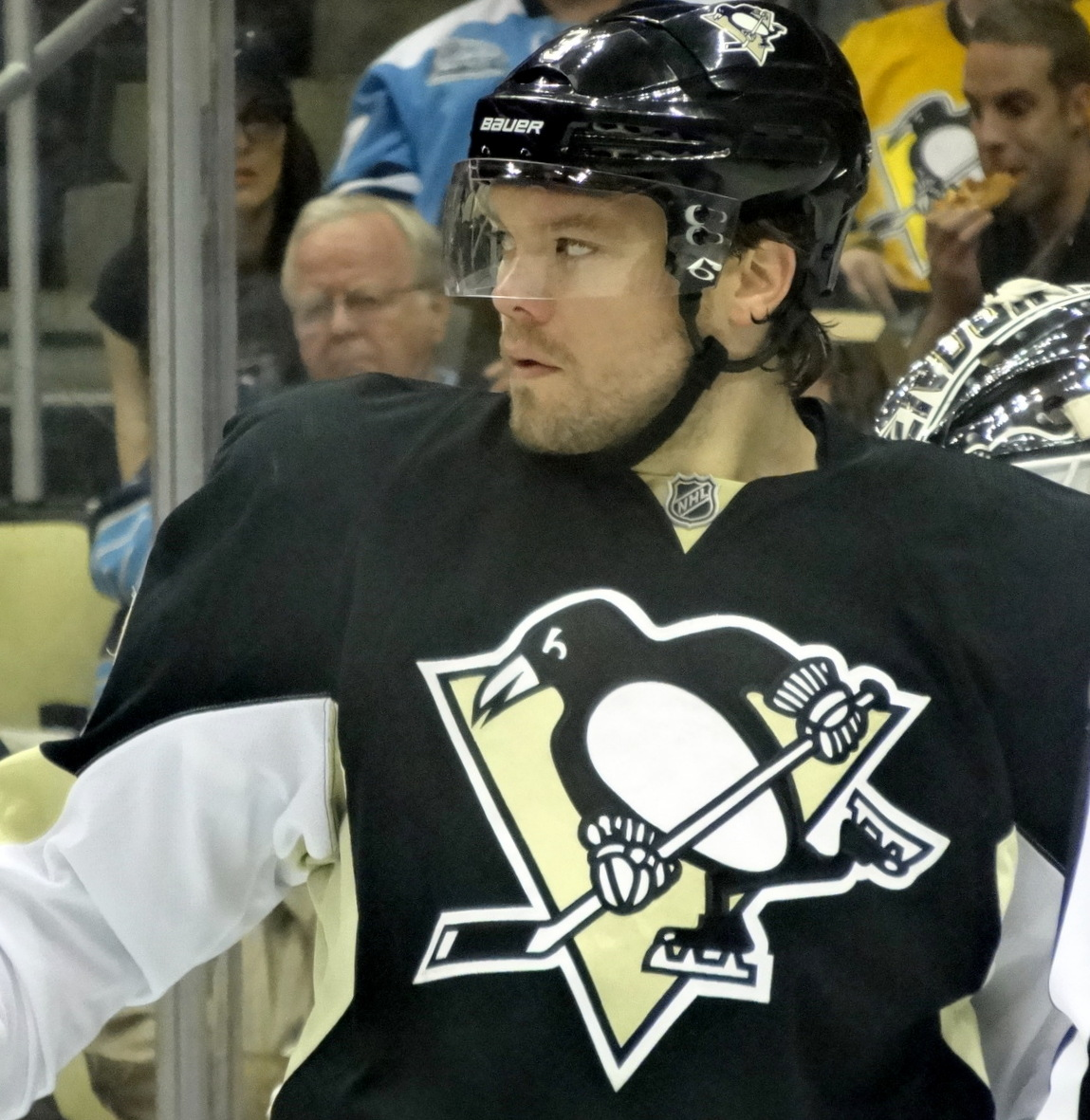
Douglas Murray, gewählt an Position 241

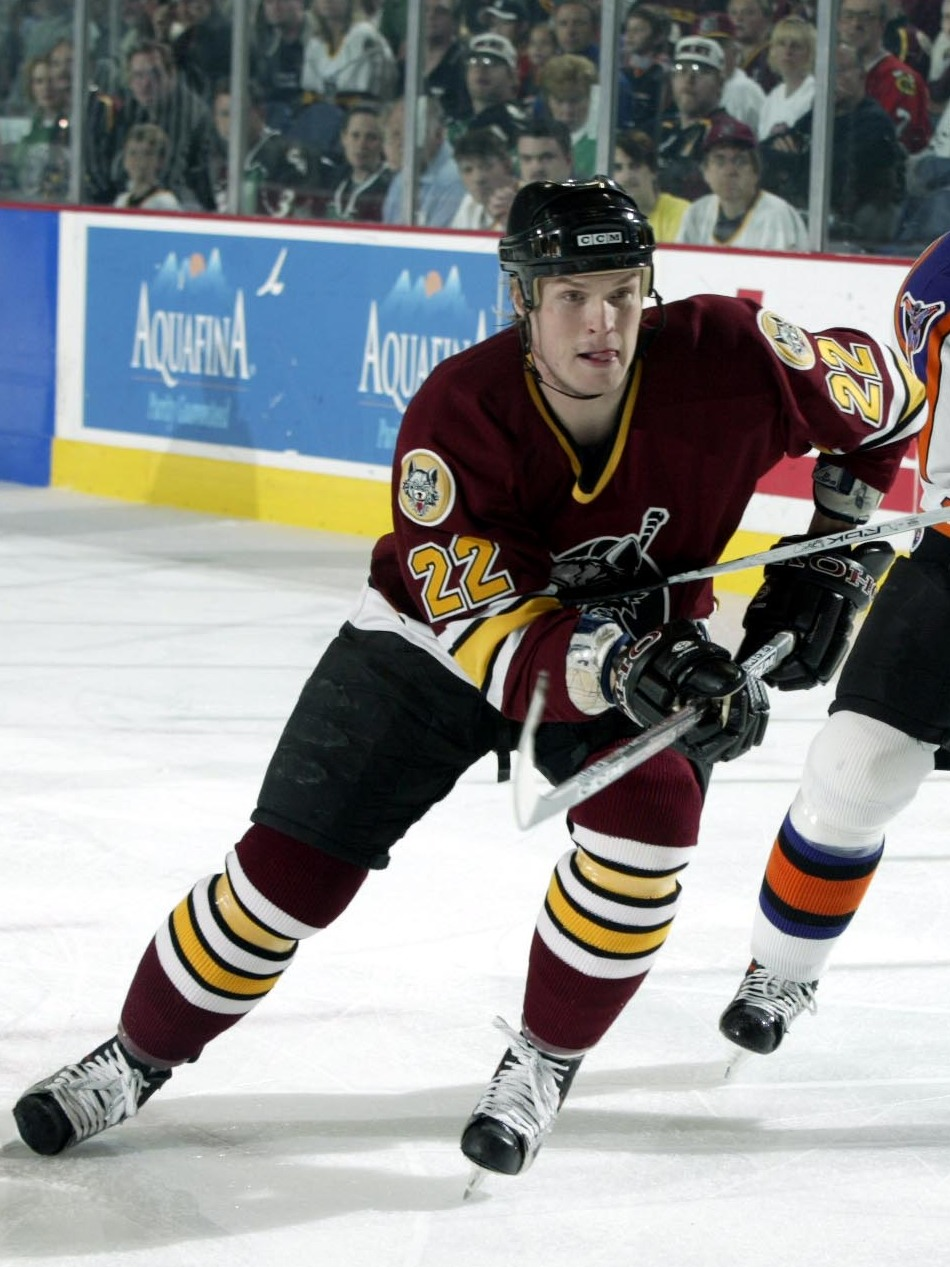
Tommi Santala, gewählt an Position 245

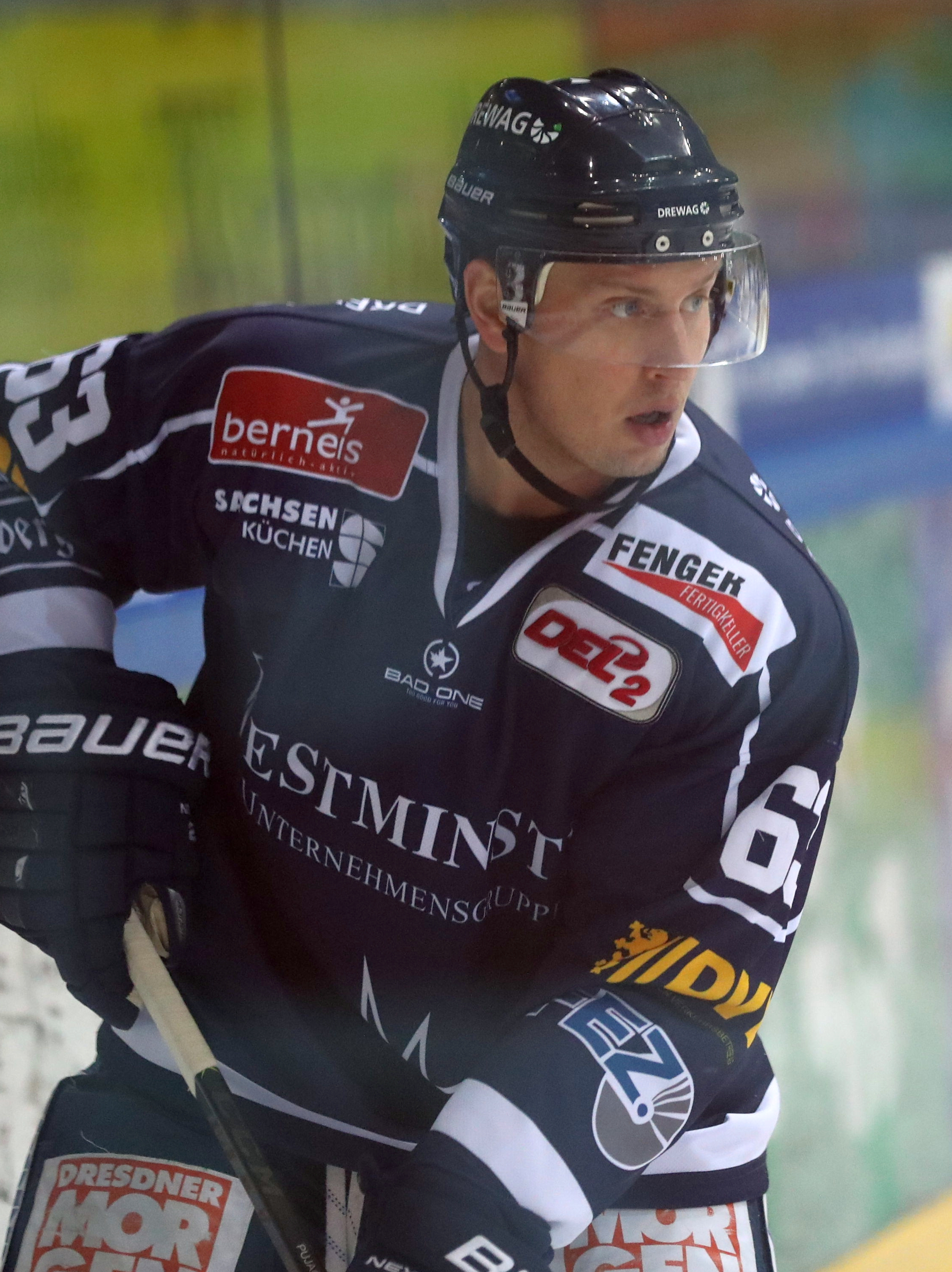
Georgijs Pujacs, gewählt an Position 264

| Inhaltsverzeichnis Runde 1 \| Runde 2 \| Runde 3 \| Runde 4 \| Runde 5 \| Runde 6 \| Runde 7 \| Runde 8 \| Runde 9 |

Abkürzungen:
Position mit C = Center, LW = linker Flügel, RW = rechter Flügel, D = Verteidiger, G = Torwart
Farblegende:
 = Spieler, die in die Hockey Hall of Fame aufgenommen wurden

### Runde 1
| #   | Spieler           | Nationalität       | Position | NHL-Team                                                                                | College-/Junioren-/Profi-Team            |
| --- | ----------------- | ------------------ | -------- | --------------------------------------------------------------------------------------- | ---------------------------------------- |
| 1.  | Patrik Štefan     | Tschechien         | C        | Atlanta Thrashers (von Tampa Bay Lightning via Vancouver Canucks)                       | Long Beach Ice Dogs (IHL)                |
| 2.  | Daniel Sedin      | Schweden           | LW       | Vancouver Canucks (von Atlanta Thrashers)                                               | MODO Hockey (Elitserien)                 |
| 3.  | Henrik Sedin      | Schweden           | C        | Vancouver Canucks                                                                       | MODO Hockey (Elitserien)                 |
| 4.  | Pavel Brendl      | Tschechien         | RW       | New York Rangers (von Chicago Blackhawks via Vancouver Canucks und Tampa Bay Lightning) | Calgary Hitmen (WHL)                     |
| 5.  | Tim Connolly      | Vereinigte Staaten | C        | New York Islanders                                                                      | Erie Otters (OHL)                        |
| 6.  | Brian Finley      | Kanada             | G        | Nashville Predators                                                                     | Barrie Colts (OHL)                       |
| 7.  | Kris Beech        | Kanada             | C        | Washington Capitals                                                                     | Calgary Hitmen (WHL)                     |
| 8.  | Taylor Pyatt      | Kanada             | LW       | New York Islanders (von Los Angeles Kings)                                              | Sudbury Wolves (OHL)                     |
| 9.  | Jamie Lundmark    | Kanada             | C        | New York Rangers (von Calgary Flames)                                                   | Moose Jaw Warriors (WHL)                 |
| 10. | Branislav Mezei   | Slowakei           | D        | New York Islanders (von Canadiens de Montréal)                                          | Belleville Bulls (OHL)                   |
| 11. | Oleg Saprykin     | Russland           | LW       | Calgary Flames (von New York Rangers)                                                   | Seattle Thunderbirds (WHL)               |
| 12. | Denis Schwidki    | Ukraine            | RW       | Florida Panthers                                                                        | Barrie Colts (OHL)                       |
| 13. | Jani Rita         | Finnland           | LW       | Edmonton Oilers                                                                         | Jokerit Helsinki (SM-liiga)              |
| 14. | Jeff Jillson      | Vereinigte Staaten | D        | San Jose Sharks                                                                         | University of Michigan (NCAA)            |
| 15. | Scott Kelman      | Kanada             | C        | Phoenix Coyotes (von Mighty Ducks of Anaheim)                                           | Seattle Thunderbirds (WHL)               |
| 16. | David Tanabe      | Vereinigte Staaten | D        | Carolina Hurricanes                                                                     | University of Wisconsin–Madison (NCAA)   |
| 17. | Barret Jackman    | Kanada             | D        | St. Louis Blues                                                                         | Regina Pats (WHL)                        |
| 18. | Kanstanzin Kalzou | Belarus            | RW       | Pittsburgh Penguins                                                                     | Sewerstal Tscherepowez (Superliga)       |
| 19. | Kirill Safronow   | Russland           | D        | Phoenix Coyotes                                                                         | SKA Sankt Petersburg (Superliga)         |
| 20. | Barrett Heisten   | Vereinigte Staaten | LW       | Buffalo Sabres                                                                          | University of Maine (NCAA)               |
| 21. | Nick Boynton      | Kanada             | D        | Boston Bruins                                                                           | Ottawa 67’s (OHL)                        |
| 22. | Maxime Ouellet    | Kanada             | G        | Philadelphia Flyers (von Philadelphia Flyers via Tampa Bay Lightning)                   | Remparts de Québec (LHJMQ)               |
| 23. | Steve McCarthy    | Kanada             | D        | Chicago Blackhawks (von Detroit Red Wings)                                              | Kootenay Ice (WHL)                       |
| 24. | Luca Cereda       | Schweiz            | C        | Toronto Maple Leafs                                                                     | HC Ambrì-Piotta (NLA)                    |
| 25. | Michail Kuleschow | Russland           | LW       | Colorado Avalanche                                                                      | Sewerstal Tscherepowez (Superliga)       |
| 26. | Martin Havlát     | Tschechien         | RW       | Ottawa Senators                                                                         | HC Železárny Třinec (tschech. Extraliga) |
| 27. | Ari Ahonen        | Finnland           | G        | New Jersey Devils                                                                       | JyP HT (Nuorten SM-liiga)                |
| 28. | Kristián Kudroč   | Slowakei           | D        | New York Islanders (von Dallas Stars)                                                   | HC VTJ MEZ Michalovce (slowak. 1. Liga)  |

### Runde 2
| #   | Spieler            | Nationalität       | Position | NHL-Team                                                              | College-/Junioren-/Profi-Team           |
| --- | ------------------ | ------------------ | -------- | --------------------------------------------------------------------- | --------------------------------------- |
| 29. | Michal Sivek       | Tschechien         | C        | Washington Capitals (von Tampa Bay Lightning)                         | HC Kladno (tschech. Extraliga)          |
| 30. | Luke Sellars       | Kanada             | D        | Atlanta Thrashers                                                     | Ottawa 67’s (OHL)                       |
| 31. | Charlie Stephens   | Kanada             | C        | Washington Capitals (von Vancouver Canucks via Colorado Avalanche)    | Guelph Storm (OHL)                      |
| 32. | Michael Ryan       | Vereinigte Staaten | C        | Dallas Stars (von New York Islanders)                                 | Boston College High (US High School)    |
| 33. | Jonas Andersson    | Schweden           | RW       | Nashville Predators                                                   | AIK Solna U20 (J20 SuperElit)           |
| 34. | Ross Lupaschuk     | Kanada             | D        | Washington Capitals                                                   | Prince Albert Raiders (WHL)             |
| 35. | Milan Bartovič     | Slowakei           | RW       | Buffalo Sabres (von Los Angeles Kings)                                | Dukla Trenčín U20 (Slowakei U20)        |
| 36. | Alexei Semjonow    | Russland           | D        | Edmonton Oilers (von Chicago Blackhawks)                              | Sudbury Wolves (OHL)                    |
| 37. | Nolan Yonkman      | Kanada             | D        | Washington Capitals Anm. 1                                            | Kelowna Rockets (WHL)                   |
| 38. | Dan Cavanaugh      | Vereinigte Staaten | C        | Calgary Flames                                                        | Boston University (NCAA)                |
| 39. | Alexander Buturlin | Russland           | RW       | Canadiens de Montréal                                                 | ZSKA Moskau (Superliga)                 |
| 40. | Alex Auld          | Kanada             | G        | Florida Panthers (von St. Louis Blues Anm. 2 via Nashville Predators) | North Bay Centennials (OHL)             |
| 41. | Tony Salmelainen   | Finnland           | LW       | Edmonton Oilers Anm. 3                                                | HIFK Helsinki U20 (Nuorten SM-liiga)    |
| 42. | Mike Commodore     | Kanada             | D        | New Jersey Devils Anm. 4                                              | University of North Dakota (NCAA)       |
| 43. | Andrei Schefer     | Russland           | LW       | Los Angeles Kings Anm. 5                                              | Sewerstal Tscherepowez (Superliga)      |
| 44. | Jordan Leopold     | Vereinigte Staaten | D        | Mighty Ducks of Anaheim (von New York Rangers via Ottawa Senators)    | University of Minnesota (NCAA)          |
| 45. | Martin Grenier     | Kanada             | D        | Colorado Avalanche (von Florida Panthers via Nashville Predators)     | Remparts de Québec (LHJMQ)              |
| 46. | Dmitri Lewinski    | Kasachstan         | RW       | Chicago Blackhawks (von Edmonton Oilers)                              | Sewerstal Tscherepowez (Superliga)      |
| 47. | Sheldon Keefe      | Kanada             | RW       | Tampa Bay Lightning (von San Jose Sharks via Detroit Red Wings)       | Barrie Colts (OHL)                      |
| 48. | Simon Lajeunesse   | Kanada             | G        | Ottawa Senators (von Mighty Ducks of Anaheim)                         | Moncton Wildcats (LHJMQ)                |
| 49. | Brett Lysak        | Kanada             | C        | Carolina Hurricanes                                                   | Regina Pats (WHL)                       |
| 50. | Brett Clouthier    | Kanada             | LW       | New Jersey Devils (von St. Louis Blues)                               | Kingston Frontenacs (OHL)               |
| 51. | Matt Murley        | Vereinigte Staaten | LW       | Pittsburgh Penguins                                                   | Rensselaer Polytechnic Institute (NCAA) |
| 52. | Adam Hall          | Vereinigte Staaten | RW       | Nashville Predators Anm. 6                                            | Michigan State University (NCAA)        |
| 53. | Brad Ralph         | Kanada             | LW       | Phoenix Coyotes                                                       | Oshawa Generals (OHL)                   |
| 54. | Andrew Hutchinson  | Vereinigte Staaten | D        | Nashville Predators (von Colorado Avalanche Anm. 7)                   | Michigan State University (NCAA)        |
| 55. | Doug Janik         | Vereinigte Staaten | D        | Buffalo Sabres                                                        | University of Maine (NCAA)              |
| 56. | Matt Zultek        | Kanada             | LW       | Boston Bruins                                                         | Ottawa 67’s (OHL)                       |
| 57. | Jeremy Van Hoof    | Kanada             | D        | Pittsburgh Penguins Anm. 8                                            | Ottawa 67’s (OHL)                       |
| 58. | Matt Carkner       | Kanada             | D        | Canadiens de Montréal (von Philadelphia Flyers)                       | Peterborough Petes (OHL)                |
| 59. | David Inman        | Vereinigte Staaten | C        | New York Rangers (von Detroit Red Wings)                              | University of Notre Dame (NCAA)         |
| 60. | Peter Reynolds     | Kanada             | D        | Toronto Maple Leafs                                                   | London Knights (OHL)                    |
| 61. | Ed Hill            | Vereinigte Staaten | D        | Nashville Predators (von Colorado Avalanche)                          | Barrie Colts (OHL)                      |
| 62. | Teemu Sainomaa     | Finnland           | LW       | Ottawa Senators                                                       | Jokerit Helsinki U18 (Finnland U18)     |
| 63. | Stepan Mochow      | Kasachstan         | D        | Chicago Blackhawks (von New Jersey Devils)                            | Sewerstal Tscherepowez (Superliga)      |
| 64. | Mike Zigomanis     | Kanada             | C        | Buffalo Sabres (von Dallas Stars)                                     | Kingston Frontenacs (OHL)               |
| 65. | Ján Lašák          | Slowakei           | G        | Nashville Predators Anm. 9                                            | HKm Zvolen (slowak. Extraliga)          |
| 66. | Dan Jancevski      | Kanada             | D        | Dallas Stars (von St. Louis Blues Anm. 10)                            | London Knights (OHL)                    |

### Runde 3
| #   | Spieler              | Nationalität       | Position | NHL-Team                                                            | College-/Junioren-/Profi-Team        |
| --- | -------------------- | ------------------ | -------- | ------------------------------------------------------------------- | ------------------------------------ |
| 67. | Jewgeni Konstantinow | Russland           | G        | Tampa Bay Lightning                                                 | Ak Bars Kasan II (Perwaja Liga)      |
| 68. | Zdeněk Blatný        | Tschechien         | LW       | Atlanta Thrashers                                                   | Seattle Thunderbirds (WHL)           |
| 69. | René Vydarený        | Slowakei           | D        | Vancouver Canucks                                                   | Slovan Bratislava U20 (Slowakei U20) |
| 70. | Niklas Hagman        | Finnland           | LW       | Florida Panthers Anm. 11                                            | HIFK Helsinki (SM-liiga)             |
| 71. | Jason Jaspers        | Kanada             | C        | Phoenix Coyotes (von New York Islanders)                            | Sudbury Wolves (OHL)                 |
| 72. | Brett Angel          | Kanada             | D        | Nashville Predators                                                 | North Bay Centennials (OHL)          |
| 73. | Tim Preston          | Kanada             | LW       | Buffalo Sabres (von Washington Capitals)                            | Seattle Thunderbirds (WHL)           |
| 74. | Jason Crain          | Vereinigte Staaten | D        | Los Angeles Kings                                                   | Ohio State University (NCAA)         |
| 75. | Brett Scheffelmaier  | Kanada             | D        | Tampa Bay Lightning (von Vancouver Canucks Anm. 12)                 | Medicine Hat Tigers (WHL)            |
| 76. | František Kaberle    | Tschechien         | D        | Los Angeles Kings (von Chicago Blackhawks)                          | MODO Hockey (Elitserien)             |
| 77. | Craig Anderson       | Vereinigte Staaten | G        | Calgary Flames (von Calgary Flames via New York Rangers)            | Guelph Storm (OHL)                   |
| 78. | Mattias Weinhandl    | Schweden           | RW       | New York Islanders (von Canadiens de Montréal)                      | IF Troja-Ljungby (Division 1)        |
| 79. | Johan Asplund        | Schweden           | G        | New York Rangers                                                    | Brynäs IF (Elitserien)               |
| 80. | Jean-François Laniel | Kanada             | G        | Florida Panthers                                                    | Cataractes de Shawinigan (LHJMQ)     |
| 81. | Adam Hauser          | Vereinigte Staaten | G        | Edmonton Oilers                                                     | University of Minnesota (NCAA)       |
| 82. | Mark Concannon       | Vereinigte Staaten | LW       | San Jose Sharks                                                     | Winchendon School (US High School)   |
| 83. | Niclas Hävelid       | Schweden           | D        | Mighty Ducks of Anaheim                                             | Malmö IF (Elitserien)                |
| 84. | Brad Fast            | Kanada             | D        | Carolina Hurricanes                                                 | Prince George Spruce Kings (BCHL)    |
| 85. | Peter Smrek          | Slowakei           | D        | St. Louis Blues                                                     | Des Moines Buccaneers (USHL)         |
| 86. | Sébastien Caron      | Kanada             | G        | Pittsburgh Penguins                                                 | Océanic de Rimouski (LHJMQ)          |
| 87. | Brian Collins        | Vereinigte Staaten | C        | New York Islanders (von Phoenix Coyotes)                            | St. John’s Prep (US High School)     |
| 88. | Jimmie Ölvestad      | Schweden           | LW       | Tampa Bay Lightning (von Buffalo Sabres via Vancouver Canucks)      | Djurgårdens IF (Elitserien)          |
| 89. | Kyle Wanvig          | Kanada             | RW       | Boston Bruins                                                       | Kootenay Ice (WHL)                   |
| 90. | Patrick Aufiero      | Vereinigte Staaten | D        | New York Rangers (von Philadelphia Flyers via Calgary Flames)       | Boston University (NCAA)             |
| 91. | Mike Comrie          | Kanada             | C        | Edmonton Oilers (von Detroit Red Wings via Nashville Predators)     | University of Michigan (NCAA)        |
| 92. | Cory Campbell        | Kanada             | G        | Los Angeles Kings (von Toronto Maple Leafs)                         | Belleville Bulls (OHL)               |
| 93. | Branko Radivojevič   | Slowakei           | RW       | Colorado Avalanche (von Colorado Avalanche via Nashville Predators) | Belleville Bulls (OHL)               |
| 94. | Chris Kelly          | Kanada             | C        | Ottawa Senators                                                     | London Knights (OHL)                 |
| 95. | André Lakos          | Osterreich         | D        | New Jersey Devils (von New Jersey Devils via Toronto Maple Leafs)   | Barrie Colts (OHL)                   |
| 96. | Mathias Tjärnqvist   | Schweden           | LW       | Dallas Stars (von Dallas Stars via New York Islanders)              | Rögle BK (Division 1)                |

### Runde 4
| #    | Spieler                | Nationalität       | Position | NHL-Team                                                               | College-/Junioren-/Profi-Team         |
| ---- | ---------------------- | ------------------ | -------- | ---------------------------------------------------------------------- | ------------------------------------- |
| 97.  | Chris Dyment           | Vereinigte Staaten | D        | Canadiens de Montréal (von Tampa Bay Lightning via Chicago Blackhawks) | Boston University (NCAA)              |
| 98.  | David Kaczowka         | Kanada             | LW       | Atlanta Thrashers                                                      | Seattle Thunderbirds (WHL)            |
| 99.  | Rob Zepp               | Kanada             | G        | Atlanta Thrashers (von Vancouver Canucks)                              | Plymouth Whalers (OHL)                |
| 100. | Teemu Kesä             | Finnland           | D        | New Jersey Devils Anm. 13                                              | Ilves Tampere (Nuorten SM-liiga)      |
| 101. | Juraj Kolník           | Slowakei           | RW       | New York Islanders                                                     | Océanic de Rimouski (LHJMQ)           |
| 102. | Johan Halvardsson      | Schweden           | D        | New York Islanders (von Nashville Predators)                           | HV71 (Elitserien)                     |
| 103. | Morgan McCormick       | Kanada             | RW       | Florida Panthers (von Washington Capitals)                             | Kingston Frontenacs (OHL)             |
| 104. | Brian McGrattan        | Kanada             | RW       | Los Angeles Kings                                                      | Sudbury Wolves (OHL)                  |
| 105. | Alexander Tschagodajew | Russland           | C        | Mighty Ducks of Anaheim (von Chicago Blackhawks)                       | ZSKA Moskau (Wysschaja Liga)          |
| 106. | Rail Rosakow           | Russland           | D        | Calgary Flames                                                         | Lada Toljatti II (Perwaja Liga)       |
| 107. | Evan Lindsay           | Kanada             | G        | Canadiens de Montréal                                                  | Prince Albert Raiders (WHL)           |
| 108. | Mirko Murovic          | Kanada             | LW       | Toronto Maple Leafs (von New York Rangers)                             | Moncton Wildcats (LHJMQ)              |
| 109. | Rod Sarich             | Kanada             | D        | Florida Panthers                                                       | Calgary Hitmen (WHL)                  |
| 110. | Jon Zion               | Kanada             | D        | Toronto Maple Leafs (von Edmonton Oilers)                              | Ottawa 67’s (OHL)                     |
| 111. | Willie Levesque        | Vereinigte Staaten | RW       | San Jose Sharks                                                        | Northeastern University (NCAA)        |
| 112. | Sanny Lindström        | Schweden           | D        | Colorado Avalanche (von Mighty Ducks of Anaheim)                       | Huddinge IK (Division 1)              |
| 113. | Ryan Murphy            | Vereinigte Staaten | LW       | Carolina Hurricanes                                                    | Bowling Green State University (NCAA) |
| 114. | Chad Starling          | Kanada             | D        | St. Louis Blues                                                        | Kamloops Blazers (WHL)                |
| 115. | Ryan Malone            | Vereinigte Staaten | LW       | Pittsburgh Penguins                                                    | Omaha Lancers (USHL)                  |
| 116. | Ryan Lauzon            | Kanada             | C        | Phoenix Coyotes                                                        | Olympiques de Hull (LHJMQ)            |
| 117. | Karel Mošovský         | Tschechien         | LW       | Buffalo Sabres                                                         | Regina Pats (WHL)                     |
| 118. | Jaakko Harikkala       | Finnland           | D        | Boston Bruins                                                          | Lukko Rauma (SM-liiga)                |
| 119. | Jeff Feniak            | Kanada             | D        | Philadelphia Flyers                                                    | Calgary Hitmen (WHL)                  |
| 120. | Jari Tolsa             | Schweden           | C        | Detroit Red Wings                                                      | Västra Frölunda U20 (J20 SuperElit)   |
| 121. | Jewgeni Pawlow         | Russland           | RW       | Nashville Predators (von Toronto Maple Leafs via Carolina Hurricanes)  | Lada Toljatti (Superliga)             |
| 122. | Kristián Kováč         | Slowakei           | RW       | Colorado Avalanche                                                     | HC Košice (slowak. Extraliga)         |
| 123. | Preston Mizzi          | Kanada             | C        | Phoenix Coyotes (von Ottawa Senators via New York Islanders)           | Peterborough Petes (OHL)              |
| 124. | Alexander Krewsun      | Kasachstan         | RW       | Nashville Predators (von Detroit Red Wings Anm. 14)                    | ZSK WWS Samara (Superliga)            |
| 125. | Daniel Johansson       | Schweden           | C        | Los Angeles Kings (von New Jersey Devils via New York Islanders)       | MODO Hockey U20 (J20 SuperElit)       |
| 126. | Jeff Bateman           | Kanada             | C        | Dallas Stars                                                           | Brampton Battalion (OHL)              |

### Runde 5
| #    | Spieler              | Nationalität       | Position | NHL-Team                                                        | College-/Junioren-/Profi-Team                |
| ---- | -------------------- | ------------------ | -------- | --------------------------------------------------------------- | -------------------------------------------- |
| 127. | Kaspars Astašenko    | Lettland           | D        | Tampa Bay Lightning                                             | Cincinnati Cyclones (IHL)                    |
| 128. | Derek MacKenzie      | Kanada             | C        | Atlanta Thrashers                                               | Sudbury Wolves (OHL)                         |
| 129. | Ryan Thorpe          | Kanada             | LW       | Vancouver Canucks                                               | Spokane Chiefs (WHL)                         |
| 130. | Justin Mapletoft     | Kanada             | C        | New York Islanders                                              | Red Deer Rebels (WHL)                        |
| 131. | Konstantin Panow     | Russland           | RW       | Nashville Predators                                             | Kamloops Blazers (WHL)                       |
| 132. | Roman Tvrdoň         | Slowakei           | C        | Washington Capitals                                             | Dukla Trenčín U20 (Slowakei U20)             |
| 133. | Jean-François Nogues | Kanada             | G        | Los Angeles Kings                                               | Tigres de Victoriaville (LHJMQ)              |
| 134. | Michael Jacobsen     | Kanada             | D        | Chicago Blackhawks                                              | Belleville Bulls (OHL)                       |
| 135. | Matt Doman           | Vereinigte Staaten | RW       | Calgary Flames                                                  | University of Wisconsin–Madison (NCAA)       |
| 136. | Dusty Jamieson       | Kanada             | LW       | Canadiens de Montréal                                           | Sarnia Sting (OHL)                           |
| 137. | Garrett Bembridge    | Kanada             | RW       | New York Rangers                                                | Saskatoon Blades (WHL)                       |
| 138. | Ryan Miller          | Vereinigte Staaten | G        | Buffalo Sabres (von Florida Panthers)                           | Sault Ste. Marie Indians (NAHL)              |
| 139. | Jonathan Fauteux     | Kanada             | D        | Edmonton Oilers                                                 | Foreurs de Val-d’Or (LHJMQ)                  |
| 140. | Adam Johnson         | Vereinigte Staaten | D        | New York Islanders (von San Jose Sharks via Florida Panthers)   | Greenway High (US High School)               |
| 141. | Maxim Rybin          | Russland           | LW       | Mighty Ducks of Anaheim                                         | Spartak Moskau (Superliga)                   |
| 142. | Will Magnuson        | Vereinigte Staaten | D        | Colorado Avalanche (von Carolina Hurricanes)                    | Lake Superior State University (NCAA)        |
| 143. | Trevor Byrne         | Vereinigte Staaten | D        | St. Louis Blues                                                 | Deerfield Academy (US High School)           |
| 144. | Tomáš Škvaridlo      | Slowakei           | C        | Pittsburgh Penguins                                             | HKm Zvolen (slowak. Extraliga)               |
| 145. | Marc-André Thinel    | Kanada             | RW       | Canadiens de Montréal (von Phoenix Coyotes via San Jose Sharks) | Tigres de Victoriaville (LHJMQ)              |
| 146. | Matt Kinch           | Kanada             | D        | Buffalo Sabres                                                  | Calgary Hitmen (WHL)                         |
| 147. | Seamus Kotyk         | Kanada             | G        | Boston Bruins                                                   | Ottawa 67’s (OHL)                            |
| 148. | Michal Láníček       | Tschechien         | G        | Tampa Bay Lightning (von Philadelphia Flyers)                   | Slavia Prag U20 (Tschechien U20)             |
| 149. | Andrei Maximenko     | Russland           | LW       | Detroit Red Wings (von Detroit Red Wings via San Jose Sharks)   | Krylja Sowetow Moskau (Superliga)            |
| 150. | Matt Shasby          | Vereinigte Staaten | D        | Canadiens de Montréal Anm. 15                                   | Des Moines Buccaneers (USHL)                 |
| 151. | Václav Zavoral       | Tschechien         | D        | Toronto Maple Leafs                                             | HC Chemopetrol Litvínov (tschech. Extraliga) |
| 152. | Jordan Krestanovich  | Kanada             | LW       | Colorado Avalanche                                              | Calgary Hitmen (WHL)                         |
| 153. | Jesse Cook           | Vereinigte Staaten | D        | Calgary Flames Anm. 16                                          | University of Denver (NCAA)                  |
| 154. | Andrew Ianiero       | Kanada             | LW       | Ottawa Senators                                                 | Kingston Frontenacs (OHL)                    |
| 155. | Niko Dimitrakos      | Vereinigte Staaten | RW       | San Jose Sharks (von New Jersey Devils)                         | University of Maine (NCAA)                   |
| 156. | Gregor Baumgartner   | Osterreich         | RW       | Dallas Stars                                                    | Titan d’Acadie-Bathurst (LHJMQ)              |
| 157. | Wladimir Malenkich   | Russland           | D        | Pittsburgh Penguins Anm. 17                                     | Lada Toljatti (Superliga)                    |

### Runde 6
| #    | Spieler            | Nationalität       | Position | NHL-Team                                                                              | College-/Junioren-/Profi-Team     |
| ---- | ------------------ | ------------------ | -------- | ------------------------------------------------------------------------------------- | --------------------------------- |
| 158. | Anders Lövdahl     | Schweden           | C        | Colorado Avalanche (von Tampa Bay Lightning)                                          | HV71 U20 (J20 SuperElit)          |
| 159. | Juri Dobryschkin   | Russland           | RW       | Atlanta Thrashers                                                                     | Krylja Sowetow Moskau (Superliga) |
| 160. | Konstantin Rudenko | Kasachstan         | LW       | Philadelphia Flyers (von Vancouver Canucks)                                           | Sewerstal Tscherepowez II (FHR)   |
| 161. | Jan Sochor         | Tschechien         | LW       | Toronto Maple Leafs (von New York Islanders)                                          | Slavia Prag (tschech. Extraliga)  |
| 162. | Timo Helbling      | Schweiz            | D        | Nashville Predators                                                                   | HC Davos (NLA)                    |
| 163. | Björn Melin        | Schweden           | RW       | New York Islanders (von Washington Capitals)                                          | HV71 U20 (J20 SuperElit)          |
| 164. | Martin Prusek      | Tschechien         | G        | Ottawa Senators (von Los Angeles Kings via Colorado Avalanche und Chicago Blackhawks) | HC Vitkovice (tschech. Extraliga) |
| 165. | Michael Leighton   | Kanada             | G        | Chicago Blackhawks                                                                    | Windsor Spitfires (OHL)           |
| 166. | Cory Pecker        | Kanada             | C        | Calgary Flames                                                                        | Sault Ste. Marie Greyhounds (OHL) |
| 167. | Sean Dixon         | Kanada             | D        | Canadiens de Montréal                                                                 | Erie Otters (OHL)                 |
| 168. | Erik Lewerström    | Schweden           | D        | Phoenix Coyotes (von New York Rangers via Canadiens de Montréal)                      | Grums IK (Division 1)             |
| 169. | Brad Woods         | Kanada             | D        | Florida Panthers                                                                      | Brampton Battalion (OHL)          |
| 170. | Matt Underhill     | Kanada             | G        | Calgary Flames Anm. 18                                                                | Cornell University (NCAA)         |
| 171. | Chris Legg         | Kanada             | C        | Edmonton Oilers                                                                       | London Nationals (WOJHL)          |
| 172. | Josh Reed          | Kanada             | D        | Vancouver Canucks (von San Jose Sharks)                                               | Cowichan Valley Capitals (BCHL)   |
| 173. | Jan Sandström      | Schweden           | D        | Mighty Ducks of Anaheim                                                               | AIK Solna (Elitserien)            |
| 174. | Damian Surma       | Vereinigte Staaten | LW       | Carolina Hurricanes                                                                   | Plymouth Whalers (OHL)            |
| 175. | Kyle Clark         | Vereinigte Staaten | RW       | Washington Capitals (von St. Louis Blues)                                             | Harvard University (NCAA)         |
| 176. | Doug Meyer         | Vereinigte Staaten | LW       | Pittsburgh Penguins                                                                   | University of Minnesota (NCAA)    |
| 177. | Jay Dardis         | Vereinigte Staaten | C        | New York Rangers (von Phoenix Coyotes)                                                | Proctor Academy (US High School)  |
| 178. | Sénèque Hyacinthe  | Kanada             | LW       | Buffalo Sabres                                                                        | Foreurs de Val-d’Or (LHJMQ)       |
| 179. | Donald Choukalos   | Kanada             | G        | Boston Bruins                                                                         | Regina Pats (WHL)                 |
| 180. | Tore Vikingstad    | Norwegen           | C        | St. Louis Blues (von Philadelphia Flyers)                                             | Färjestad BK (Elitserien)         |
| 181. | Kent McDonell      | Kanada             | RW       | Detroit Red Wings (von Detroit Red Wings via Tampa Bay Lightning)                     | Guelph Storm (OHL)                |
| 182. | Fjodor Fjodorow    | Russland           | LW       | Tampa Bay Lightning (von Toronto Maple Leafs via New York Islanders)                  | Port Huron Border Cats (UHL)      |
| 183. | Riku Hahl          | Finnland           | C        | Colorado Avalanche                                                                    | HPK Hämeenlinna (SM-liiga)        |
| 184. | Justin Cox         | Kanada             | RW       | Dallas Stars (von Ottawa Senators via Florida Panthers und Atlanta Thrashers)         | Prince George Cougars (WHL)       |
| 185. | Scott Cameron      | Kanada             | C        | New Jersey Devils                                                                     | Barrie Colts (OHL)                |
| 186. | Brett Draney       | Kanada             | LW       | Dallas Stars                                                                          | Kamloops Blazers (WHL)            |

### Runde 7
| #    | Spieler            | Nationalität       | Position | NHL-Team                                      | College-/Junioren-/Profi-Team             |
| ---- | ------------------ | ------------------ | -------- | --------------------------------------------- | ----------------------------------------- |
| 187. | Ivan Rachůnek      | Tschechien         | LW       | Tampa Bay Lightning                           | HC ZPS Barum Zlín (tschech. Extraliga)    |
| 188. | Stephen Baby       | Vereinigte Staaten | RW       | Atlanta Thrashers                             | Green Bay Gamblers (USHL)                 |
| 189. | Kevin Swanson      | Kanada             | G        | Vancouver Canucks                             | Kelowna Rockets (WHL)                     |
| 190. | Blair Stayzer      | Kanada             | LW       | Calgary Flames (von New York Islanders)       | Windsor Spitfires (OHL)                   |
| 191. | Martin Erat        | Tschechien         | LW       | Nashville Predators                           | HC ZPS Barum Zlín (tschech. Extraliga)    |
| 192. | David Bornhammar   | Schweden           | D        | Washington Capitals                           | AIK Solna U20 (J20 SuperElit)             |
| 193. | Kevin Baker        | Kanada             | RW       | Los Angeles Kings                             | Belleville Bulls (OHL)                    |
| 194. | Mattias Wennerberg | Schweden           | LW       | Chicago Blackhawks                            | MODO Hockey U20 (J20 SuperElit)           |
| 195. | Yorick Treille     | Frankreich         | RW       | Chicago Blackhawks (von Calgary Flames)       | University of Massachusetts Lowell (NCAA) |
| 196. | Wadim Tarassow     | Kasachstan         | G        | Canadiens de Montréal                         | Metallurg Nowokusnezk (Superliga)         |
| 197. | Arto Laatikainen   | Finnland           | D        | New York Rangers                              | Espoo Blues (SM-liiga)                    |
| 198. | Travis Eagles      | Kanada             | RW       | Florida Panthers                              | Prince George Cougars (WHL)               |
| 199. | Christian Chartier | Kanada             | D        | Edmonton Oilers                               | Saskatoon Blades (WHL)                    |
| 200. | Pavel Kašpařík     | Tschechien         | C        | Philadelphia Flyers (von San Jose Sharks)     | IHC Písek (tschech. 1. Liga)              |
| 201. | Mikko Ruutu        | Finnland           | RW       | Ottawa Senators (von Mighty Ducks of Anaheim) | HIFK Helsinki (SM-liiga)                  |
| 202. | Jim Baxter         | Kanada             | D        | Carolina Hurricanes                           | Oshawa Generals (OHL)                     |
| 203. | Phil Osaer         | Vereinigte Staaten | G        | St. Louis Blues                               | Ferris State University (NCAA)            |
| 204. | Tom Kostopoulos    | Kanada             | RW       | Pittsburgh Penguins                           | London Knights (OHL)                      |
| 205. | Kyle Kettles       | Kanada             | G        | Nashville Predators (von Phoenix Coyotes)     | Neepawa Natives (MJHL)                    |
| 206. | Bret DeCecco       | Kanada             | RW       | Buffalo Sabres                                | Seattle Thunderbirds (WHL)                |
| 207. | Greg Barber        | Kanada             | RW       | Boston Bruins                                 | Victoria Salsa (BCHL)                     |
| 208. | Václav Pletka      | Tschechien         | LW       | Philadelphia Flyers                           | HC Železárny Třinec (tschech. Extraliga)  |
| 209. | Layne Ulmer        | Kanada             | C        | Ottawa Senators Anm. 19                       | Swift Current Broncos (WHL)               |
| 210. | Henrik Zetterberg  | Schweden           | LW       | Detroit Red Wings                             | Timrå IK (Division 1)                     |
| 211. | Wladimir Kulikow   | Russland           | G        | Toronto Maple Leafs                           | ZSKA Moskau (Wysschaja Liga)              |
| 212. | Radim Vrbata       | Tschechien         | RW       | Colorado Avalanche                            | Olympiques de Hull (LHJMQ)                |
| 213. | Alexandre Giroux   | Kanada             | C        | Ottawa Senators                               | Olympiques de Hull (LHJMQ)                |
| 214. | Chris Hartsburg    | Vereinigte Staaten | C        | New Jersey Devils                             | Colorado College (NCAA)                   |
| 215. | Jeff MacMillan     | Kanada             | D        | Dallas Stars                                  | Oshawa Generals (OHL)                     |

### Runde 8
| #    | Spieler            | Nationalität       | Position | NHL-Team                                      | College-/Junioren-/Profi-Team            |
| ---- | ------------------ | ------------------ | -------- | --------------------------------------------- | ---------------------------------------- |
| 216. | Erkki Rajamäki     | Finnland           | LW       | Tampa Bay Lightning                           | HIFK Helsinki (SM-liiga)                 |
| 217. | Garnet Exelby      | Kanada             | D        | Atlanta Thrashers                             | Saskatoon Blades (WHL)                   |
| 218. | Markus Kankaanperä | Finnland           | D        | Vancouver Canucks                             | JyP HT (SM-liiga)                        |
| 219. | Maxim Orlow        | Russland           | C        | Washington Capitals (von New York Islanders)  | ZSKA Moskau (Superliga)                  |
| 220. | Miroslav Ďurák     | Slowakei           | D        | Nashville Predators                           | HC VTJ Topoľčany (slowak. 1. Liga)       |
| 221. | Colin Hemingway    | Kanada             | RW       | St. Louis Blues (von Washington Capitals)     | South Surrey Eagles (BCHL)               |
| 222. | George Parros      | Vereinigte Staaten | RW       | Los Angeles Kings                             | Chicago Freeze (NAHL)                    |
| 223. | Andrew Carver      | Kanada             | D        | Chicago Blackhawks                            | Olympiques de Hull (LHJMQ)               |
| 224. | David Nyström      | Schweden           | RW       | Philadelphia Flyers (von Calgary Flames)      | Västra Frölunda (Elitserien)             |
| 225. | Mikko Hyytiä       | Finnland           | C        | Canadiens de Montréal                         | JyP HT U20 (Nuorten SM-liiga)            |
| 226. | Jewgeni Gussakow   | Russland           | LW       | New York Rangers                              | Lada Toljatti II (Perwaja Liga)          |
| 227. | Jonathon Charron   | Kanada             | G        | Florida Panthers                              | Foreurs de Val-d’Or (LHJMQ)              |
| 228. | Radek Martínek     | Tschechien         | D        | New York Islanders (von Edmonton Oilers)      | HC České Budějovice (tschech. Extraliga) |
| 229. | Éric Betournay     | Kanada             | C        | San Jose Sharks                               | Titan d’Acadie-Bathurst (LHJMQ)          |
| 230. | Petr Tenkrát       | Tschechien         | RW       | Mighty Ducks of Anaheim                       | HC Kladno (tschech. Extraliga)           |
| 231. | David Evans        | Vereinigte Staaten | RW       | Carolina Hurricanes                           | Clarkson University (NCAA)               |
| 232. | Alexander Chawanow | Russland           | D        | St. Louis Blues                               | Dynamo Moskau (Superliga)                |
| 233. | Darcy Robinson     | Kanada             | D        | Pittsburgh Penguins                           | Saskatoon Blades (WHL)                   |
| 234. | Goran Bezina       | Schweiz            | D        | Phoenix Coyotes                               | HC Fribourg-Gottéron (NLA)               |
| 235. | Brad Self          | Kanada             | C        | Buffalo Sabres                                | Peterborough Petes (OHL)                 |
| 236. | John Cronin        | Vereinigte Staaten | D        | Boston Bruins                                 | Noble & Greenough (US High School)       |
| 237. | Antti Jokela       | Finnland           | G        | Carolina Hurricanes (von Philadelphia Flyers) | Lukko Rauma U20 (Nuorten SM-liiga)       |
| 238. | Anton Borodkin     | Russland           | LW       | Detroit Red Wings                             | Kamloops Blazers (WHL)                   |
| 239. | Pierre Hedin       | Schweden           | D        | Toronto Maple Leafs                           | MODO Hockey (Elitserien)                 |
| 240. | Jeff Finger        | Vereinigte Staaten | D        | Colorado Avalanche                            | Green Bay Gamblers (USHL)                |
| 241. | Douglas Murray     | Schweden           | D        | San Jose Sharks (von Ottawa Senators)         | New York Apple Core (EJHL)               |
| 242. | Justin Dziama      | Vereinigte Staaten | RW       | New Jersey Devils                             | Noble & Greenough (US High School)       |
| 243. | Brian Sullivan     | Vereinigte Staaten | D        | Dallas Stars                                  | Thayer Academy (US High School)          |

### Runde 9
| #    | Spieler              | Nationalität       | Position | NHL-Team                                                             | College-/Junioren-/Profi-Team                  |
| ---- | -------------------- | ------------------ | -------- | -------------------------------------------------------------------- | ---------------------------------------------- |
| 244. | Mikko Kuparinen      | Finnland           | D        | Tampa Bay Lightning                                                  | Grand Rapids Griffins (IHL)                    |
| 245. | Tommi Santala        | Finnland           | C        | Atlanta Thrashers                                                    | Jokerit Helsinki (SM-liiga)                    |
| 246. | Ray DiLauro          | Vereinigte Staaten | D        | Atlanta Thrashers (von Vancouver Canucks)                            | St. Lawrence University (NCAA)                 |
| 247. | Mikko Eloranta       | Finnland           | LW       | Boston Bruins (von New York Islanders)                               | TPS Turku (SM-liiga)                           |
| 248. | Darren Haydar        | Kanada             | RW       | Nashville Predators                                                  | University of New Hampshire (NCAA)             |
| 249. | Igor Schtschadilow   | Russland           | D        | Washington Capitals (von Washington Capitals via Chicago Blackhawks) | Dynamo Moskau (Superliga)                      |
| 250. | Noah Clarke          | Vereinigte Staaten | LW       | Los Angeles Kings                                                    | Des Moines Buccaneers (USHL)                   |
| 251. | Petter Henning       | Schweden           | LW       | New York Rangers (von Chicago Blackhawks)                            | MODO Hockey (Elitserien)                       |
| 252. | Dmitri Kirilenko     | Russland           | C        | Calgary Flames                                                       | ZSKA Moskau (Superliga)                        |
| 253. | Jérôme Marois        | Kanada             | LW       | Canadiens de Montréal                                                | Remparts de Québec (LHJMQ)                     |
| 254. | Alexei Bulatow       | Russland           | RW       | New York Rangers                                                     | Dinamo-Energija Jekaterinburg (Wysschaja Liga) |
| 255. | Brett Henning        | Vereinigte Staaten | C        | New York Islanders (von Florida Panthers)                            | University of Notre Dame (NCAA)                |
| 256. | Tamás Gröschl        | Ungarn             | RW       | Edmonton Oilers                                                      | Leksands IF (Elitserien)                       |
| 257. | Hannes Hyvönen       | Finnland           | RW       | San Jose Sharks                                                      | Espoo Blues (SM-liiga)                         |
| 258. | Brian Gornick        | Vereinigte Staaten | C        | Mighty Ducks of Anaheim                                              | United States Air Force Academy (NCAA)         |
| 259. | Jauhen Kurilin       | Belarus            | C        | Carolina Hurricanes                                                  | Anchorage Aces (WCHL)                          |
| 260. | Brian McMeekin       | Kanada             | D        | St. Louis Blues                                                      | Cornell University (NCAA)                      |
| 261. | Andrew McPherson     | Kanada             | LW       | Pittsburgh Penguins                                                  | Rensselaer Polytechnic Institute (NCAA)        |
| 262. | Alexei Litwinenko    | Kasachstan         | D        | Phoenix Coyotes                                                      | Torpedo Ust-Kamenogorsk (FHR)                  |
| 263. | Craig Brunel         | Kanada             | RW       | Buffalo Sabres                                                       | Prince Albert Raiders (WHL)                    |
| 264. | Georgijs Pujacs      | Lettland           | D        | Boston Bruins                                                        | Dinamo 81 Riga (Lettische Eishockeyliga)       |
| 265. | Jamie Chamberlain    | Kanada             | RW       | Dallas Stars (von Philadelphia Flyers)                               | Peterborough Petes (OHL)                       |
| 266. | Ken Davis            | Kanada             | RW       | Detroit Red Wings                                                    | Portland Winter Hawks (WHL)                    |
| 267. | Peter Metcalf        | Vereinigte Staaten | D        | Toronto Maple Leafs                                                  | University of Maine (NCAA)                     |
| 268. | Tyler Scott          | Vereinigte Staaten | D        | New York Islanders (von Colorado Avalanche)                          | Upper Canada College (Canadian High School)    |
| 269. | Konstantin Gorowikow | Russland           | C        | Ottawa Senators                                                      | SKA Sankt Petersburg (Superliga)               |
| 270. | James Desmarais      | Kanada             | C        | St. Louis Blues (von New Jersey Devils)                              | Huskies de Rouyn-Noranda (LHJMQ)               |
| 271. | Darrell Hay          | Kanada             | D        | Vancouver Canucks Anm. 20                                            | Tri-City Americans (WHL)                       |
| 272. | Michail Donika       | Russland           | D        | Dallas Stars                                                         | Torpedo Jaroslawl (Superliga)                  |

## Statistik
| Rang | Nationalität       | Anzahl |
| ---- | ------------------ | ------ |
|      | Nordamerika        | 156    |
| 1.   | Kanada             | 106    |
| 2.   | Vereinigte Staaten | 50     |
|      | Europa             | 116    |
| 3.   | Russland           | 26     |
| 4.   | Schweden           | 23     |
| 5.   | Finnland           | 18     |
| 5.   | Tschechien         | 18     |
| 7.   | Slowakei           | 12     |
| 8.   | Kasachstan         | 6      |
| 9.   | Schweiz            | 3      |
| 10.  | Lettland           | 2      |
| 10.  | Österreich         | 2      |
| 10.  | Belarus            | 2      |
| 13.  | Frankreich         | 1      |
| 13.  | Norwegen           | 1      |
| 13.  | Ukraine            | 1      |
| 13.  | Ungarn             | 1      |

| Rang | Position             | Anzahl |
| ---- | -------------------- | ------ |
| 1.   | Verteidiger          | 88     |
| 2.   | rechte Flügelstürmer | 53     |
| 3.   | Center               | 51     |
| 4.   | linke Flügelstürmer  | 50     |
| 5.   | Torhüter             | 30     |

| Rang | Liga                                            | Anzahl |
| ---- | ----------------------------------------------- | ------ |
| 1.   | Ontario Hockey League (OHL)                     | 52     |
| 2.   | Western Hockey League (WHL)                     | 40     |
| 3.   | National Collegiate Athletic Association (NCAA) | 36     |
| 4.   | Ligue de hockey junior majeur du Québec (LHJMQ) | 20     |
| 4.   | Superliga                                       | 20     |
| 6.   | Elitserien                                      | 13     |
| 7.   | SM-liiga                                        | 11     |
| 8.   | Tschechische Extraliga                          | 10     |
| 9.   | US High School                                  | 9      |
| 10.  | J20 SuperElit                                   | 7      |
| 11.  | United States Hockey League (USHL)              | 6      |
| 12.  | Division 1                                      | 5      |
| 12.  | Nuorten SM-liiga                                | 5      |
| 14.  | British Columbia Hockey League (BCHL)           | 4      |
| 15.  | International Hockey League (IHL)               | 3      |
| 15.  | Nationalliga A (NLA)                            | 3      |
| 15.  | Perwaja Liga                                    | 3      |
| 15.  | Slowakei U20                                    | 3      |
| 15.  | Slowakische Extraliga                           | 3      |
| 15.  | Wysschaja Liga                                  | 3      |
| 21.  | FHR                                             | 2      |
| 21.  | North American Hockey League (NAHL)             | 2      |
| 21.  | Slowakische 1. Liga                             | 2      |
| 24.  | Canadian High School                            | 1      |
| 24.  | Eastern Junior Hockey League (EJHL)             | 1      |
| 24.  | Finnland U18                                    | 1      |
| 24.  | Lettische Eishockeyliga                         | 1      |
| 24.  | Manitoba Junior Hockey League (MJHL)            | 1      |
| 24.  | Tschechien U20                                  | 1      |
| 24.  | Tschechische 1. Liga                            | 1      |
| 24.  | United Hockey League (UHL)                      | 1      |
| 24.  | West Coast Hockey League (WCHL)                 | 1      |
| 24.  | Western Ontario Junior Hockey League (WOJHL)    | 1      |

## Rückblick

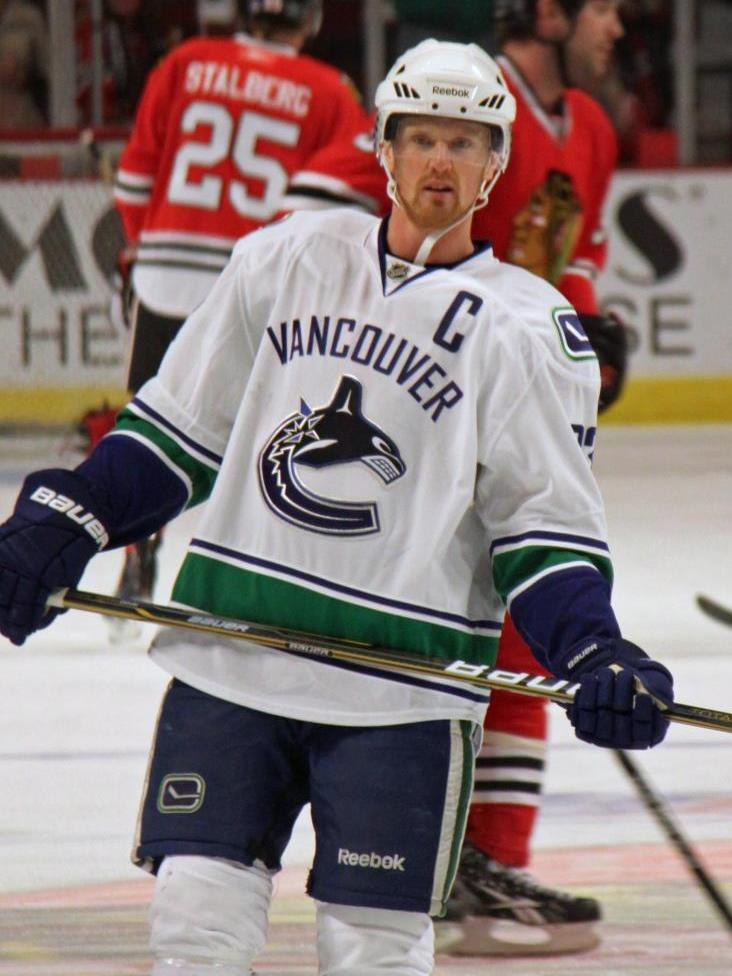
Henrik Sedin, bester Scorer dieses Jahrgangs

Alle Spieler dieses Jahrgangs haben ihre NHL-Karrieren beendet. Die Tabellen zeigen die jeweils fünf besten Akteure in den Kategorien Spiele, Tore, Vorlagen und Scorerpunkte sowie die fünf Torhüter mit den meisten Siegen in der NHL. Darüber hinaus haben 112 der 272 gewählten Spieler (ca. 41 %) mindestens eine NHL-Partie bestritten.
Fett: Bestwert
| Pick | Spieler           | Position | Spiele | Tore | Assists | Punkte |
| ---- | ----------------- | -------- | ------ | ---- | ------- | ------ |
| 3.   | Henrik Sedin      | C        | 1330   | 240  | 830     | 1070   |
| 2.   | Daniel Sedin      | LW       | 1306   | 393  | 648     | 1041   |
| 210. | Henrik Zetterberg | C        | 1082   | 337  | 623     | 960    |
| 212. | Radim Vrbata      | RW       | 1057   | 284  | 339     | 623    |
| 26.  | Martin Havlát     | RW       | 790    | 242  | 352     | 594    |
| 191. | Martin Erat       | LW       | 881    | 176  | 369     | 545    |

| Pick | Spieler          | Spiele | Siege |
| ---- | ---------------- | ------ | ----- |
| 138. | Ryan Miller      | 796    | 391   |
| 77.  | Craig Anderson   | 709    | 319   |
| 40.  | Alex Auld        | 237    | 91    |
| 165. | Michael Leighton | 110    | 37    |
| 164. | Martin Prusek    | 57     | 31    |